# Lecce
Lecce (IPA: [ˈlettʃe]  hallgat, salentói dialektusban Lècce, grikóul Luppìu, latinul Lupiae) város és község  (olaszul comune) Dél-Olaszország Puglia régiójában, a Salentói-félsziget közepén, az azonos nevű megye székhelye. A számos barokk épület által meghatározott egységes városképének köszönhetően a „Dél Firenzéjének” is nevezik. A várost közel kétezer éve a messzápok alapították. A rómaiak idején Lupiae néven a birodalom egyik virágzó városa volt, ekkor épült meg kikötője is a mai San Cataldo tengerparti település területén. A Nyugatrómai Birodalom bukása után jelentősége csökkent, vezető szerepét a régióban Otranto vette át. Virágkorát a 17. században élte, amikor a város feletti hatalmat a helyi püspökök gyakorolták. Ekkor épültek fel impozáns barokk építményei. A Terra d’Otranto székhelye lett, majd a 19. század elejétől Lecce megye központja. A város fő exportterméke az úgynevezett leccei mészkő, amely puha és könnyen megmunkálható.

## Fekvése

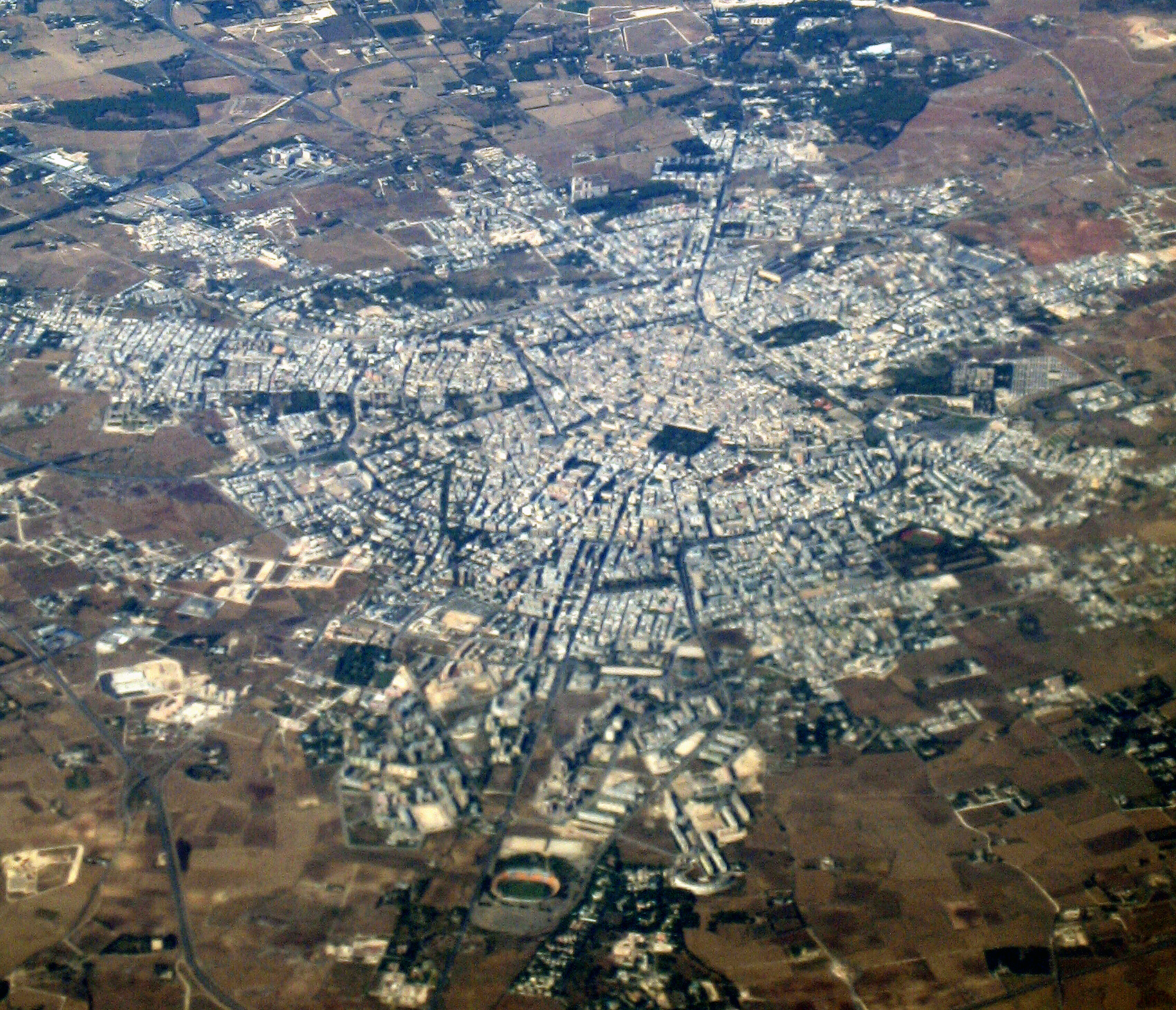
Lecce légi felvételen

Lecce a Salentói-félsziget északi részén fekszik, az Adriai-tenger partjától néhány kilométerre, sík vidéken, amelynek neve tavoliere di Lecce. Északról a Murgia-fennsík határolja, délen pedig a Serre Salentine. A vidék geológiájára a vastag mészkőrétegek jellemzők, amelyekben számos karsztforma alakult ki. Hasonló módon vájt utat magának a város alatt az Idume folyó, amely a középkor során fontos vízforrás volt. A vidéken hiányoznak a felszíni folyóvizek, az édesvízellátást elsősorban kutak biztosítják.

## Geológiája
Salento területe a mezozoikum végén alakult ki a jura–kréta időszak határán, 98–65 millió évvel ezelőtt. A vidék egy kontinentális platform volt, amelyre vastag mészkőrétegek rakódtak le. Az altamurai mészkőréteg 65 millió éves. A kréta végén, a paleocén elején Puglia vidéke, így a Salentói-félsziget is kiemelkedett. A miocénig szárazföld volt, csak egyes részeit (különösen Puglia északnyugati részét) árasztotta el ismét a tengervíz. A miocént követő időszakban, 24–5 millió évvel ezelőtt Salento vidéke ismét víz alá került, s ekkor újabb mészkőrétegek rakódtak le, a leccei mészkő (pietra leccese). A terület a negyedidőszakban vált ismét szárazfölddé.

## Éghajlata
A városnak tipikus mediterrán éghajlata van, enyhe telekkel és forró nyarakkal. A legtöbb csapadék a téli hónapokban hullik. A Köppen-féle éghajlatosztályozási rendszer szerint a C osztályba sorolható.
| Hónap                                         | Jan. | Feb. | Már. | Ápr. | Máj. | Jún. | Júl. | Aug. | Szep. | Okt. | Nov. | Dec. | Év   |
| --------------------------------------------- | ---- | ---- | ---- | ---- | ---- | ---- | ---- | ---- | ----- | ---- | ---- | ---- | ---- |
| Átlagos max. hőmérséklet (°C)                 | 13,0 | 13,0 | 16,0 | 19,0 | 24,0 | 28,0 | 31,0 | 31,0 | 27,0  | 22,0 | 17,0 | 14,0 | 21,3 |
| Átlagos min. hőmérséklet (°C)                 | 5,0  | 5,0  | 6,0  | 9,0  | 12,0 | 16,0 | 19,0 | 19,0 | 17,0  | 13,0 | 9,0  | 6,0  | 11,4 |
| Átl. csapadékmennyiség (mm)                   | 63   | 54   | 68   | 38   | 28   | 20   | 18   | 32   | 54    | 81   | 91   | 81   | 628  |
| Forrás: A leccei meteorológiai állomás adatai |      |      |      |      |      |      |      |      |       |      |      |      |      |

## Történelme

### Alapítása
Lecce városának története több mint 24 évszázadra nyúlik vissza. A város ókori történetével az 1900-as évek elején kezdett el foglalkozni a helyi egyetem urbanisztikai kara, miután a Banca d’Italia székhelyének építésekor a történelmi belvárosban számos értékes ókori lelet került napvilágra. Az ezt követő évtizedekben a mai város által eltemetett ókori település számos egyéb épületét sikerült feltárni és konzerválni.
A hagyományok szerint a várost a legendás salentói király, Mallenius alapította még a trójai háború előtt, i. e. 1200-ban. Egy másik legenda szerint Liktiusz Idomeneusz, Minósz unokája alapította, miután a trójai háború után menekülni kényszerült. Szintén a hagyományok említik, hogy a mai Lecce elődjét egy időben alapították az azóta elpusztult Rudiae városával. A két várost állítólag egy földalatti folyosó kötötte össze. A helyi legendák összeszövődéséből alakult ki az a feltételezés, hogy Mallenius lánya, Euippa, feleségül ment a menekülő Idomeneuszhoz, és ezáltal a Salentói-félszigetet benépesítő két törzs egyesült: így jött létre a japigo–messzáp törzs. A legendák Szübarisza az i. e. 6–4. századokban kétségkívül a vidék legjelentősebb és leggazdagabb települése volt.
A régészeti leletek tanúsága szerint a várost Szübarisz néven az illír eredetű messzápok alapították az i. e. 6. század végén, két másik közeli várossal együtt: Cavallino valamint Rudiae. A régészek a város alapítását a védőfalak megépítéséhez kötik, hiszen ezek a legrégebbi leletek, amelyeket sikerült feltárni. A várost három kilométer hosszan vették körbe a helyenként 5 méter széles falak, s ezek alapjaira épültek a későbbiekben az újabb védművek. Ugyanebből az időszakból származik 250 feltárt sírkamra is. A városnak ebben az időszakban a messzáp építkezési szokásokra jellemző girbegurba utcahálózata volt. A falakon belül jelentős területeket szenteltek a mezőgazdaságnak, sőt a városfalakon belül temetkeztek is. Az egyik legértékesebb sírkamra az i. e. 4. és 2. század között használt Palmieri-hipogeum, amelynek vizsgálata során fény derült a városi lakosság szokásainak változására az évszázadok során.

### A rómaiak fennhatósága alatt

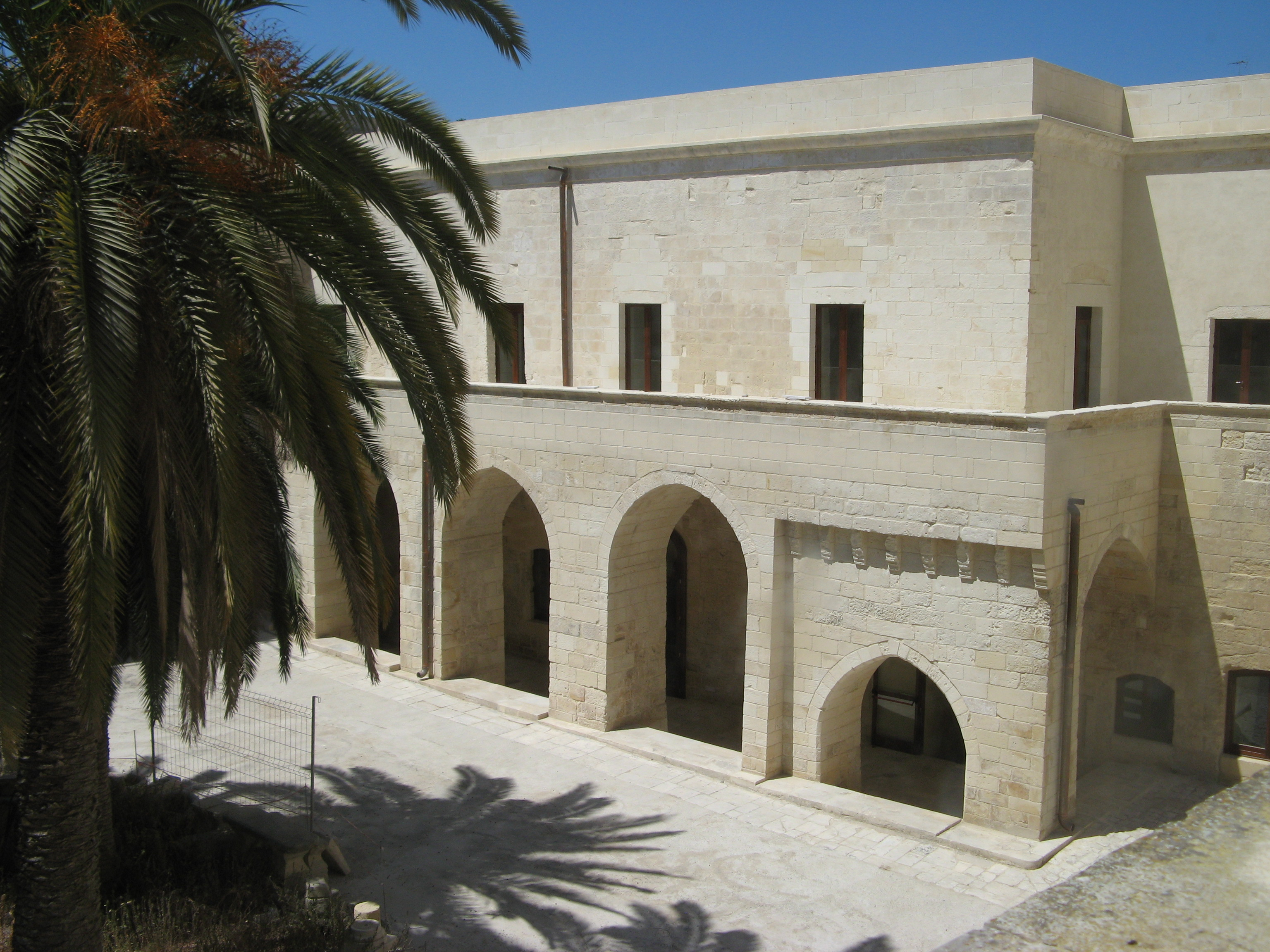
A kastély udvara

Lecce valószínűleg egy kisebb, jelentéktelenebb település volt Apulia déli részén, és amely Rudiae városától függött. Igazi jelentőségre az i. e. 3. században tett szert, egy időben a rómaiak megjelenésével Apuliában. Az i. e. 3. században a rómaiak hódították meg és nevezték át Lupiae névre. Ez azonban nem teljesen bizonyos, hiszen míg Sztrabón és Ptolemaiosz ezen a néven említi, addig idősebb Plinius és a Tabula Peutingeriana Lupia néven. A szó valószínűleg a latin lupus szóból származik, amelynek jelentése farkas. Másik nyelvészeti magyarázat szerint a lup szóból, azaz egy mediterrán madár nevéből ered, illetve a szintén latin eredetű leu(p) szótőből, aminek jelentése sár. A legelfogadottabb változat a farkas szóból származtatja a város nevét, erre utal a város címere is, amelyen farkas látható egy fa tövében. A régészeti vizsgálatok kimutatták, hogy a város jelentős változásokon esett át az i. e. 2 században, hasonlóképpen a romanizált Brundisiumhoz és Canusiumhoz. Ennek egyik legszembetűnőbb bizonyítéka a sírkamrák és temetkezési helyek áthelyezése a városfalakon kívülre, valamint a mezőgazdasági monokultúrák megjelenése (olívaolaj, bor) a többi római városhoz hasonlóan; és nem utolsósorban a latin nyelv meghonosodása.
A messzáp város kezdetben katonai állomás volt (statium militium), majd municipiumi rangra emelték, és legvégül colonia lett. Fejlődése az i. e. 1. században kapott új lendületet, miután a rómaiaknak sikerült a polgárháborúk után teljesen ellenőrzésük alá vonni Apuliát. Kezdetben egy négyfős tanács (quadrumvirátus) vezetése alatt állt, majd a colonia rangra való emelésével kettős vezetése (duumvirátus) lett.
A város életében jelentős esemény volt Octavianus látogatása. Valószínűleg ez volt az az alkalom, amelynek során a leendő császár elnyerte a messzáp arisztokrácia barátságát és jövőbeni támogatását. E látogatást követően került a sor a Salentói-félsziget új közigazgatási felosztására, amivel Lecce vezető pozíciója a térségben megerősödött.
Traianus császár idején épült meg a Brundisiumot Hydruntummal összekötő Via Traiana Calabra, amelynek Lupiae fontos állomása volt. Az út Brundisiumban találkozott a Via Appiával, így létrejött az összeköttetés Salento és Róma között. Hadrianus császár uralkodása alatt épült meg a város amfiteátruma és színháza, valamint a várostól keletre, a mai San Cataldo település helyén a kikötő, a Porto Hadrianum. A város fejlesztésében jelentős szerepe volt Marcus Aureliusnak, aki sokat tett a kereskedelem és a kulturális élet fejlesztéséért. A kereszténység Nero uralkodása idején terjedt el a városban, Szent Orontius mártír püspöknek köszönhetően. A kereszténység elterjedésének üteméről nincsenek pontos adatok, az első írásos emlékek a 6. századból származnak, amikor már püspöki székhely volt. A városban nem maradtak fenn ókeresztény emlékek, noha I. Gergely pápa leveleiben említést tesz a városról, mint ami jelentős keresztény központ Apuliában Brindisi, Gallipoli, Taranto és Otranto mellett.

### A város a középkorban
A Nyugatrómai Birodalom bukása után, a görög-gót háborúk során a várost 549-ben Totila keleti gót király csapatai fosztották ki. Ezen kívül a város még több alkalommal is áldozatul esett a barbárok pusztításainak, és ez a lakosság számának jelentős csökkenésében is megmutatkozott. Ekkoriban a város területe az amfiteátrum környékére szorítkozott. Lecce ebben az időszakban fontos püspökség volt. 553-ban Venanzio püspök Konstantinápolyba utazott, hogy aláírja a háromcikkely-vitában a Constitutumot. Negyven évvel később a püspöki szék megüresedett, új püspököt azonban csak fél évezreddel később, 1057-ben neveztek ki ismét. A város feletti uralomért évszázadokon át harcoltak a bizánciak, az arabok és a longobárdok, de a város végül több mint ötszáz esztendőig a Bizánci Birodalom része maradt. A Bizánci Birodalom hamar visszafoglalta elveszített területeit Apuliában is, és megerősítette a régió védelmét, azonban Lecce hátrányára a bizánciak elsősorban a tengerparti kikötőket részesítették előnyben, így a város népesség és gazdaság szempontjából alulmaradt Otrantóhoz, Gallipolihoz és Tarantóhoz képest. A város túlélésében valószínűleg szerepet játszott, hogy a korábban idetelepített hivatalok továbbra is itt maradtak. A bizánciaknak köszönhetően honosodtak meg a vidéken a görög hagyományok és indult virágzásnak a kulturális és vallási élet.

### A Leccei Grófság

A Brienne család címere

A 10. században Apulia a Bizánci Birodalom egyik peremterületévé vált, miután az északról érkező normannok fokozatosan hódították meg a dél-itáliai területeket Nápolytól Szicíliáig. Annak ellenére, hogy ebben az időszakban Lecce gazdasági jelentősége elenyésző volt a tengerparti városokhoz képest, stratégiai jelentősége hadászati szempontból azonban mégis volt. 1046-ban Leccét a mai Oroszország területéről érkező varég zsoldosok foglalták vissza Giovanni Raphael katapán vezetésével. Ez azt jelenti, hogy a város már korábban a normannok kezébe került. Robert Guiscard normann csapatai 1053-ban foglalták el véglegesen, és megalapították a Leccei Grófságot, amelynek első ura Goffredo, Conversano grófja lett. Ezt követően Lecce ismét fejlődésnek indult, miután a normannok egész királyságukban nagyszabású építkezéseket indítottak el. Leccét kiemelt városként kezelték Otrantóval szemben, amely abban az időben a legjelentősebb város volt a Salentói-félszigeten, hiszen ez utóbbi sokkal inkább kötődött korábbi, bizánci uraihoz. Leccei történészek feltételezik, hogy a szomszédos nagyobb településekhez hasonlóan a normannok Leccében is építettek egy erődöt, habár ennek nyomai még nem kerültek elő. Egy másik elmélet szerint a normannok az ókori amfiteátrumot alakították át erőddé és grófi palotává. Ennek az elméletnek, amely egyben városi hagyomány is, ellentmond Guidone Geographica című, 1119-ben megjelent műve, amelyben arról ír, hogy az ókori amfiteátrum helyén egy nyomornegyed állt. A normannok alatt a városi vallási élet is fellendült, templomok épültek és ismét kineveztek püspököt. A városi lakosság különösen II. Roger uralkodása után nőtt meg jelentősen, ehhez részben hozzájárult az is, hogy a város körüli kisebb falvak lakossága a falakon belülre telepedett át a rendszeres kalóz és szaracén betörések elől. A városban született II. Roger szicíliai király unokája, Tankréd, aki később a szicíliai királyi cím mellett a leccei grófi címet is viselte. Ő építtette a város két fontos templomát, a San Nicolòt és a San Cataldót. A grófságba bencés szerzeteseket telepítettek be, és ezáltal Lecce vált a normann politikai és vallási élet központjává, a még többnyire bizánci fennhatóság alatt álló Dél-Itáliában.
Tankréd konstantinápolyi száműzetése alatt a leccei grófi címet a Stauf-házból származó VI. Henrik birtokolta. A Stauf-uralom idején épült meg a város egyik legjelentősebb épülete, a vár (Castello). 1200-ban a leccei grófi címet Gauthier de Candie, Brienne grófja szerezte meg, miután házasságot kötött Tankréd lányával, Elvira Maria Albinával. Mindössze öt év után a cím ismét a Staufeneké lett (II. Frigyes és Manfréd). Az Anjou-ház (Capeting) trónra kerülésével a Nápolyi Királyságban, 1266-ban, a Leccei Grófság ismét a Brienne-család tulajdonába került.
A város Dél-Itália második legjelentősebb városává lépett elő Enghieni Mária uralkodása alatt. 1384-ben Raimondo Orsini Del Balzo Taranto hercegének felesége lett, és ezáltal a Leccei Grófság és Tarantói Hercegségek feletti együttes uralommal, Dél-Itália legnagyobb birtokkal rendelkező hűbérurává lépett elő. Férje halála után, 1406-ban, Durazzói László nápolyi király felesége lett. A király halála után visszatért a Salento vidékére, ahol rövid ideig a grófi és hercegi címek birtokosa volt. Őt fia, Giovanni Antonio Orsini Del Balzo követte. 1463-ban Bertoldo Orsini Del Balzo, Giovanni Antonio fia kapta meg a nemesi címeket. A hercegséget és vele együtt a grófságot hivatalosan I. Ferdinánd nápolyi király számolta fel 1465-ben, miután felesége és egyben a hercegség utolsó úrnője, Izabella meghalt. A hagyományoknak megfelelően a mindenkori nápolyi trón várományosát a tarantói herceg címmel ruházták fel, de a leccei grófi cím végleg megszűnt. Hamarosan Lecce lett a történelmi Terra d’Otranto legfontosabb települése, és ezt a státuszát Aragóniai Ferdinánd is megerősítette, aki 1463-ban állandó bíróságot alapított itt.
A város fejlődésében nagy szerepet játszott, hogy többször időzött itt Durazzói László király és felesége. Enghieni Mária és fia uralkodása idején jelentősen átépítették az ókorból megőrzött városfalakat, ezek teljes újjáépítésére azonban csak jóval később, az 1500-as években került sor. Megerősítették a várat, új templomokat építettek, valamint ekkor épült meg a városi kaszárnya is (Caserma Massa).

### A város aranykora
Az Orsin-család kihalása után, akik lefektették a város gazdasági életének az alapjait és akik előnyben részesítették a helyi termelőket és kézműveseket, a kereskedelmi élet ismét a városon kívül hatalmak kezébe került. Különösen Velencei Köztársasággal ápoltak jó kapcsolatokat, de megfordultak a városban zsidó, dalmáciai, firenzei és genovai kereskedők is. A helyi lakosság elsősorban olajjal és gabonával kereskedett kelmékért, fegyverekért, faanyagért cserébe. A velenceiek jelenlétének bizonyítéka a Lecce főterén, a Piazza Sant’Oronzón álló San Marco-templom, amelynek bejárata felett jól látható a velencei címerállat, a szárnyas oroszlán. A városban számos velencei művész is megfordult, többek között Paolo Veronese, aki több festményén is megörökítette a várost. 1495-ben a Nápolyt megszálló és IV. Károlyként megkoronázott VIII. Károly francia király elrendelte a Nápolyi Királyság teljes katolizációját, és ezáltal kiűzte a zsidókat a királyságból. Ez Leccében is villongásokhoz vezetett, többször is feldúlták a zsidó negyedet. A kereskedelmet azonban hátráltatta, hogy a város körüli gabonaföldek nemesi birtokok részei voltak, és így a kereskedőknek csak kis ráhatása volt a gazdaság alakítására. Ezt a helyzetet 1503-tól kezdődően a spanyol alkirályok úgy próbálták megoldani, hogy a városi tanácsban egyenlő képviseletet biztosítottak a hűbéruraknak és a kereskedőknek egyaránt. Ez hozzájárult a gazdaság fellendüléséhez. 1539-ben Lecce Puglia régió székhelyévé vált, és ezáltal ismét visszanyerte elsőbbségét a környező városok között. A 15. században Leccében virágzott a kultúra, számos jelentős olasz személyiség élt és alkotott a városban, mint például Antonio de Ferraris Galateo és Roberto Caracciolo. A város élénk kereskedelmet folytatott Velencével, a toszkán városállamokkal, Genovával, a görög, dalmát és albán településekkel. Ebben az időben épült fel a dominikánusok kolostora és a klarisszák monostora.
Lecce virágkorát V. Károly uralkodása alatt élte. Ebben az időben építették újjá a várat, a városfalakat, és ekkor épült meg a Porta Napoli városkapu, amely inkább diadalívhez hasonlított, mint hadászati jelentőségű építményhez. Továbbra is a Nápolyi Királyság egyik legjelentősebb települése maradt. A törökök folyamatos betörései miatt a velencei kapcsolatok egy rövid ideig visszaestek, azonban 1571-ben, a lepantói csata után a kereskedelem ismét fellendült. Lecce jelentősége a Nápolyi Királyságban fokozatosan növekedett, és gyakorta a királyság második fővárosának hívták, köszönhetően patinás épületeinek és szárnyaló gazdasági életének. A városban megjelentek a különböző szerzetesrendek is, közülük a legfontosabbak a teatinusok és a jezsuiták voltak. Ez utóbbi rend tevékenységének következtében számolták fel a keleti ortodox egyház jelenlétét a városban, amely a bizánci uralom ideje óta létezett ott. A város így megkapta a città fidelissima (azaz hűséges város) jelzőt is, utalva a lakosság hűségére a katolikus vallás, és ezzel egyben a katolikus spanyol királyok iránt, akik ebben az időszakban a Nápolyi Királyság urai voltak.

### A szerzetesrendek háborúja

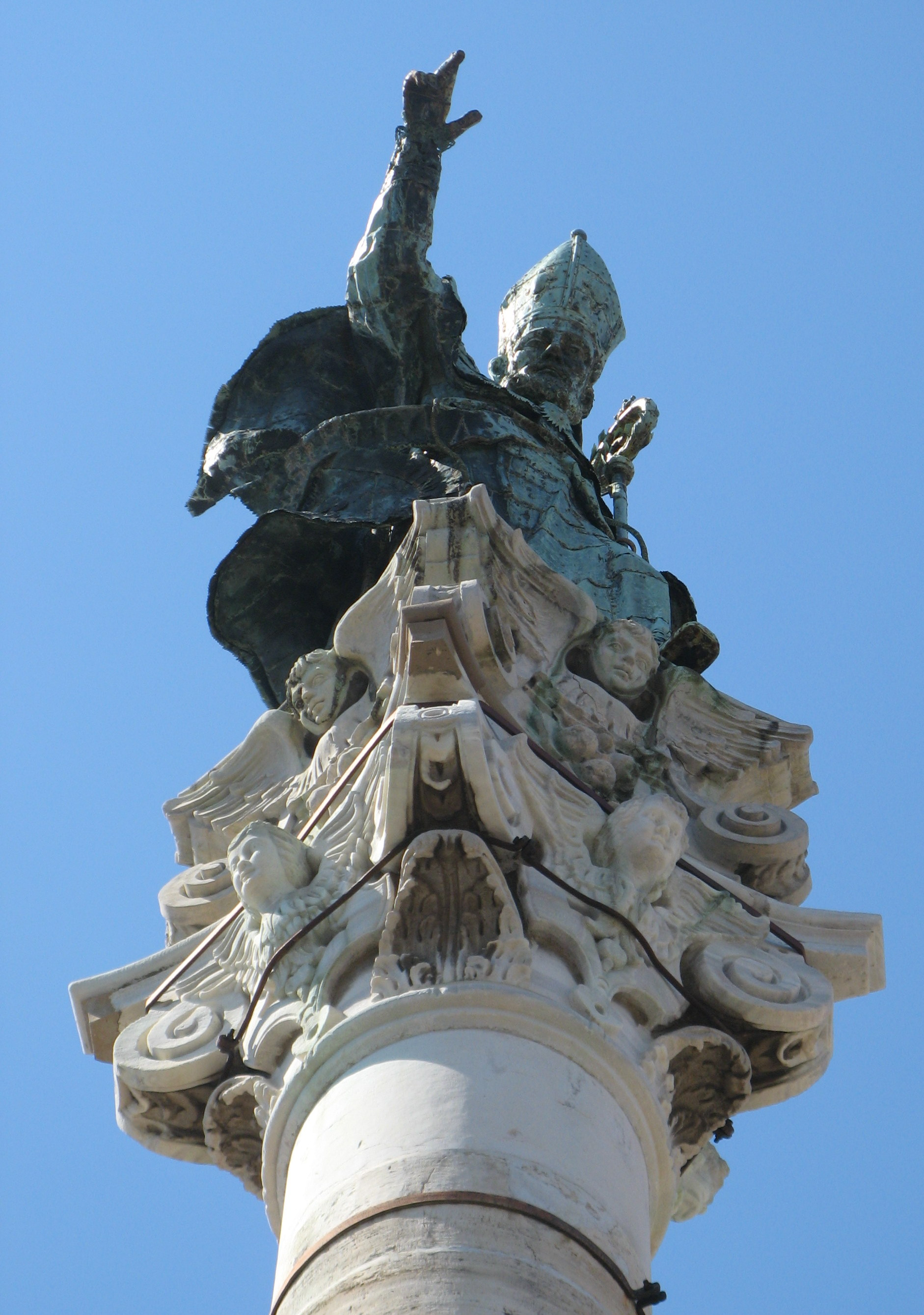
Szent Orontius szobra

A leccei vallási életet a 15. század végén, a 16. század első felében a teatinusok és a jezsuiták uralták, de mellettük jelen voltak a városban a dominikánusok, a bencések, a karmeliták és a celesztinusok is. mind a teatinusok, mind a jezsuiták, arra törekedtek, hogy megszerezzék a város vallási élete feletti uralmat, és mindkét rendnek sikerült pártjukra állítani nagy befolyással rendelkező nemesi családokat. Mindez odáig fajult, hogy a város lakossága gyakorlatilag két ellentétes pártra szakadt. A helyzet 1602-ben mérgesedett el, amikor a teatinusok új templomuk homlokzatára elhelyezték Szent Irénnek, a város védőszentjének a szobrát. Ez az esemény kiváltotta a jezsuiták haragját, akik nyíltan támadták őket, de a városi tanács a teatinusok pártjára állt. 1603-ban, amikor a jezsuiták úgy érezték, hogy a teatinusokkal szemben hátrányba kerültek, küldöttséget küldtek Rómába, és onnan magukkal hozták a szent állítólagos ereklyéit. Ezeket 1605-ben, grandiózus bevonulással helyezték el templomukban. A teatinus válasz sem maradt el: kikiáltották, hogy az ereklyék nem a szaloniki Szent Irénnek, hanem Szent Irénnek, Szent Castulus feleségének földi maradványai. Mindez villongásokhoz vezetett a két párt követői között, sőt az inkvizíciót is segítségül hívták az ereklyék eredetének megállapításához. Felvetődött annak a lehetősége is, hogy a városnak két védőszentje legyen a két Szent Irén személyében. A helyzet megoldására az 1656-os pestisjárványt követően került sor. Lecce és a Salento vidéke kevés áldozattal vészelte át a járványt, köszönhetően periferiális földrajzi helyzetének. Ekkor a jezsuiták a püspök, Luigi Pappacoda támogatásával Szent Orontiusnak, az első leccei mártírnak tulajdonították az isteni gondviselést, így új védőszentje lett a városnak. Ekkor építették át a dómot és ekkor került a helyére Szent Orontius szobra az azonos nevű téren. Ez az időszak volt a híres leccei barokk kibontakozásának ideje.

### A püspöki hatalom megszilárdulása
A szerzetesrendek megtelepedésével a városban, illetve az erőteljes katolizációs folyamat során a leccei püspökök egyre nagyobb hatalomra tettek szert a város vezetésében. Ebben nagy szerepe volt Luigi Pappacoda püspöknek (1639–1670), akinek sikerült közbelépnie az 1647-es forradalmi harcok közben. A város lakossága a Masaniello vezette nápolyi felkeléshez hasonlóan fellázadt az Acaja márki vezette nemesség ellen, és ezzel együtt az idegen, spanyol uralom ellen. A püspök közbelépésének köszönhetően azonban nem került sor vérontásra. A lecsendesedett tömeget a katonaság néhány kivégzéssel rettentette el további lázadások megszervezésétől. A béke megteremtésében nagy szerepe volt a befolyásos teatinusoknak is, akik Szent Kajetán intelmeit követve békés együttélésre intették a lakosságot. Ugyancsak Pappacoda püspöknek sikerült megoldani a jezsuiták és a teatinusok közötti konfliktust, és részben az ő kezdeményezésére vált Szent Orontius a város védőszentjévé. A püspöki hatalom megszilárdulásához hozzájárult az is, hogy 1655-ben Fabio Chigi, a szomszédos Nardò püspöke lépett a pápai trónra VII. Sándor néven. Ezáltal Apulia és Róma kapcsolatai sokkal szorosabbá váltak, és a helyi művészeknek lehetőségük nyílt megismerni a pápai város művészetét. Rómában ekkor élte virágkorát a barokk, és a leccei klérus is átvette azt. Különösen Giuseppe Zimbalónak volt nagy szerepe a sajátos leccei barokk felvirágoztatásában, az ő nevéhez fűződik a Santa Croce-bazilika megépítése.
A püspöki hatalom megszilárdulásával egy időben a püspöki birtok és vagyon is egyre nagyobb lett. Különösen Antonio Pignatelli (1671–1682) és fia, Michele Pignatelli (1682–1695) püspöksége idején szereztek jelentősebb hűbéresi előjogokat. A püspöki hatalom megszilárdulásának másik jele a szeminárium megalapítása volt, amely révén a püspökség saját fennhatósága alá vonta az oktatást. E révén ellentétbe került a jezsuitákkal, akik iskolákat működtettek a városban, de ellentétbe került a város vezetésével is. 1708-ban a város polgármestere szembeszállt Fabrizio Pignatelli püspökkel, aki emiatt kiátkozta. Válasz a nápolyi alkirálytól érkezett, aki elkoboztatta a püspök vagyonát, és nyolc évig, 1711–1719 között betiltott mindennemű vallási megnyilvánulást a városban, keresztelőktől, esküvőkön át, temetésekig. Mindez a szerzetesrendeket is érintette. A jezsuiták például a befolyásos nemesi családoknál próbáltak közbenjárni. Végül XI. Kelemen pápa közbenjárásával oldódott meg a helyzet, a püspöknek engedélyezték misék tartását, de csak az egyházi kánon szerint, szigorú felügyelet alatt. 1719-ben a püspök visszakapta a vagyonát is.

### A gazdasági hanyatlás időszaka
Miután a Nápolyi Királyság 1707-ben az osztrák Habsburgok kezébe került, megindult a város gazdaságának a hanyatlása. Ez elsősorban a velencei kereskedők távozásának volt tulajdonítható, akik elveszítették a korábban kialkudott pénzügyi kedvezményeiket. Másrészt Gallipoli kikötőjének fejlődése is hozzájárult a kereskedelmi útvonalak átrendeződéséhez. A szomszédos városok fejlődésével ellentétben Lecce a régi nemesi rendszer és a papság fellegvárának számított. A régióban fontos szerephez jutott Bari és Foggia, de a salentói települések közül Brindisi, Gallipoli és Taranto is dinamikusabban fejlődött. A 18. század elején a város gazdaságának alapját már a mezőgazdaság alkotta, köszönhetően a Lecce környéki kiváló termőföldeknek, amelyeken komplex öntözőrendszereket is kialakítottak. A város lakossága is jelentősen lecsökkent, míg az 1500-as években közel 20 000-en lakták, az 1700-as évekre ez a szám 15 000-re apadt. A városkép kialakításában a barokk helyét átvette a neomanierizmus. A gazdasági hanyatlás ellenére a város kulturális élete virágzott, ennek kiváló példája, hogy 1759-ben felépült az operaház, a Teatro Nuovo.
Az 1713-as utrechti békét követően a Nápolyi Királyság élére a spanyol Bourbonok kerültek. VII. Károly első minisztere, Bernardo Tanucci megreformálta a királyság közigazgatását, és fellépett a vidéki hűbérurak és az egyházi méltóságok hatalma ellen. Az 1741-ben aláírt konkordátum rendezte a leccei püspök helyzetét, s noha a püspökség hatalmát kiterjesztette a környező településekre, lecsökkentette a papok és az egyházi intézmények számát. Az egyházat különösképpen a jezsuiták kiűzése érintette 1767-ben, hiszen a város jelentősebb iskoláit, intézményeit ők működtették. Mivel a város tehetősebb nemesi családjai rendszeresen pénzösszegekkel vesztegették meg a lakosságot a választásokon, csak ritka esetben sikerült működő városi tanácsot megválasztani, s ez kaotikus állapotokhoz vezetett a város vezetésében. A király rendeletére 1785-ben két, általa kinevezett küldött vette át a város vezetését, ezzel több mint egy évtizedig biztosítva a stabilitást a városban.

### A francia uralomtól az egyesülésig
Az 1799-ben Nápolyban kirobbant jakobinus felkelés szele, amely kikiáltotta a Parthenopéi Köztársaságot és menekülésre késztette a királyt, elérte Leccét is, de mindössze három napig volt hatással a város életére. A felkelők Szent Orontius oszlopával átellenben egy tíz méter magas fát állítottak fel, amely a szabadságot szimbolizálta. Viszont a városban továbbra is jelentős befolyása volt az egyháznak. A papok és szerzetesek ellenforradalmat indítottak a katolikus király megsegítésére. A forradalmat úgy Leccében, mint a fővárosban hamar leverték.
I. Ferdinánd nápoly–szicíliai király döntése, hogy 1805-ben a Napóleon elleni harmadik koalícióhoz csatlakozzon, súlyos következményekkel járt királysága számára, amely 1806-ban, az austerlitzi csata után a franciák kezébe került. Napóleon a bátyját, Józsefet emelte a nápolyi trónra, s miután József 1808-ban megkapta a spanyol trónt, Napóleon húga, Karolina és ennek férje, Joachim Murat került a nápolyi trónra. Joachim Murat rövid uralkodása (1808–1815) alatt a Nápolyi Királyságban, amely francia bábállammá vált, betiltották a királyságban tevékenykedő szerzetesrendeket, ami miatt a nagyszabású egyházi építkezéseknek is vége szakadt. Ugyancsak az ő parancsára bontották el Lecce falait, utat engedve a város szabad terjeszkedésének. Murat átszervezte a királyság közigazgatását, felszámolta a feudalizmust. Lecce elsőrangú várossá (città di prima classe) vált, és a régi Terra d’Otranto helyén kialakított Lecce megye székhelye lett. Lecce jelentőségét a vidékén alátámasztja, hogy Taranto és Mesagne városai is alá voltak neki rendelve. Számos új, neoklasszicista stílusú épületet emeltek, megalapították a botanikus kertet. A francia hatalom ellen és legfőképpen a szerzetesrendek betiltása ellen számos felkelés tört ki a városban, s miután ezeket leverték, az ellenállók kisebb csoportokba tömörülve próbáltak érvényt szerezni követeléseiknek. 1815-ben a Bourbonok visszatérését követően a püspöki székbe Nicola Caputo került, aki inkább volt alkotmány-, mint királypárti. 1820-ban Guglielmo Pepe tábornok vezetésével felkelés robbant ki Nápolyban, ami a királyt arra kényszerítette, hogy hívja össze az országgyűlést és fogadja el az alkotmányt. I. Ferdinánd a laibachi kongresszustól segítséget kért saját alattvalói ellen. A bécsi kormány katonaságot küldött Ferdinánd megsegítésére. Ekkor I. Ferdinánd osztrák seregek fedezete alatt foglalta vissza a trónját. Caputo püspök közbenjárására, Ferdinánd árulását követően, leccei regiment indult a fővárosba Pepe tábornok megsegítésére. Az osztrákok hamar elfojtották a lázadást, és a király az alkotmánypártiak ellen nyilvános üldözést indított. Az 1848-as forradalom idején a város környékén kisebb alkotmánypárti csoportosulások szerveződtek, ezeket Nápolyból küldött csapatok verték le. A forradalom és az egyesülés között időszakot Sozy Carafa neve fémjelzi. A nápolyi patríciust a király nevezte ki a város élére, és kemény kézzel fojtott el mindennemű liberális, szabad eszméjű megmozdulást. 1859-ben II. Ferdinánd a közeli Manfredoniában vendégeskedett, és ez alkalomból Lecce is elektromos díszkivilágítást kapott. Az 1850-es években nagyszabású építkezések zajlottak. Megépültek a széles, fákkal szegélyezett sugárutak, templomokat emeltek, elkészült a Giardini pubblici (Közpark), és I. Ferdinánd tiszteletére felállították az obeliszket. 1860-ban Garibaldi seregei elfoglalták a Nápolyi Királyságot, 1861. október 28-án népszavazást írtak ki a királyság egyesülésére az Olasz Királysággal. Az egyesüléspártiak győztek, Leccében viszont, ahol 5648 szavazó volt, csak 420-an szavaztak az egyesülés mellett, a többiek tartózkodtak.

### A 19. század végi válságos időszak
Az egyesülést követően Lecce periferiális jellege még inkább kihangsúlyozódott. A lakosság elsősorban mezőgazdálkodásból élt, gabona és olíva termeléséből, de rövid ideig próbálkoztak gyapot és dohány termesztésével is. Ez a válságos időszak a népesség számának alakulásában is kimutatható, hiszen 1861-ben 201 345 lakosa volt, mindössze 6000 fővel több, mint a század elején. A kiépített infrastruktúra és a kikötő hiánya mind hozzájárult, hogy az ipar elkerülje a várost. A mezőgazdaság mellett a kézműves műhelyek biztosítottak megélhetési lehetőséget. Kiutat Giuseppe Pellegrino polgármester terve jelentett. A 20. század elején számos nagyszabású építkezést hirdetett meg, többek között megépült a villamoshálózat is, egészen San Cataldóig. Próbálkoztak egy új kikötő létesítésével, hogy felvegye a versenyt Brindisivel, de sikertelenül. Kiépült a vízhálózat.

### A 20. század
Az első világháborút a város különösebb pusztítások nélkül átvészelte. 1923-ban Lecce megyéből kivált Taranto és a környező települések, 1927-ben pedig létrejött Brindisi megye, ezzel Lecce elveszítette a Salentói-félsziget feletti egyeduralmát. A világháborút követő iparosítási hullám is elkerülte. A szegénységet felszámolandó, a régióba számos nehéz- és vegyipari üzemet telepítettek, de ezek javát a Bari–Brindisi–Taranto városok által alkotott háromszögbe. Jelentősebb beruházások és építkezések a fasiszta uralom idején történtek. A második világháború után Lecce megmaradt mezőgazdasági jellegű településnek. Gazdasági fellendülésre az 1980-as években került sor, az ezredfordulón pedig a barokk óváros szépségeit kiaknázó turizmus indult fejlődésnek.

## Népessége
A város lakossága 2009. január 1-jén 94 775 fő volt, ebből 44 253 férfi és 50 522 nő.
A lakosság kor szerinti megoszlása:
- 0–14 év között: 11 700 fő (ebből 5983 férfi, 5717 nő),
- 15–64 év között: 63 018 fő (ebből 30 172 férfi, 32 846 nő),
- 65 év felett: 20 057 fő (ebből 8098 férfi, 11 959 nő).

A népesség alakulása:
Leccében 2007. december 31-én a bevándorlók száma 4416 fő volt. A legtöbben a következő országokból érkeztek
| - Albánia – 827 - Kína – 472 - Szenegál – 423 - Fülöp-szigetek – 388 - Srí Lanka – 382 | - Szerbia és Montenegró – 295 - Marokkó – 219 - Lengyelország – 187 - Románia – 165 - Brazília – 126 | - India – 99 - Ukrajna – 55 - Pakisztán – 46 - Franciaország – 43 - Németország – 39 |

### Vallási élet
Lecce lakosságának túlnyomó része római katolikus keresztény. A városban található a Leccei Főegyházmegye központja, amihez 19 Brindisi és Lecce megyei község 76 plébániája tartozik. A leccei érsek egyben a Leccei Egyháztartomány metropolitája is. Az egyháztartománynak 5 egyházmegyéje van: a Leccei Főegyházmegye, a Brindisi-Ostuni Főegyházmegye, az Otrantói Főegyházmegye, a Nardò-Gallipoli Egyházmegye és az Ugento-Santa Maria di Leucai Egyházmegye. Az érsekség területére eső összlakosság 98,94%-a római katolikus. A városban 24 plébánia működik. Lecce védőszentje Szent Orontius, ünnepét augusztus 26-án tartják.

## Gazdaság
Az egyesült olasz állam megteremtése után, a 19. század végén Salento vidékét, így Leccét is, a déli országrészekhez hasonlóan súlyos gazdasági válság sújtotta. A 20. század első felében a munkaerő nagy része elvándorolt külföldre, illetve a fejlettebb és versenyképesebb gazdasággal rendelkező észak-olasz régiók felé. A helyzetet súlyosbították a két világháború során elszenvedett pusztítások is. A gazdaság az 1970-es évektől jelentős átalakuláson ment keresztül, és a mezőgazdaság, valamint a hagyományos kézműipar vezető helyét a gazdasági ágazatok között a szolgáltatások és az ipar vette át.
| Hozzáadott érték           | Hozzáadott érték           | Hozzáadott érték | Hozzáadott érték | Hozzáadott érték |
| -------------------------- | -------------------------- | ---------------- | ---------------- | ---------------- |
| Ágazat                     |                            |                  |                  | százalék         |
| Ipar (Olaszország)         | Ipar (Olaszország)         |                  | 21.5%            | 21.5%            |
| Ipar (Lecce megye)         | Ipar (Lecce megye)         |                  | 12.7%            | 12.7%            |
| Mezőgazdaság (Olaszország) | Mezőgazdaság (Olaszország) |                  | 2.5%             | 2.5%             |
| Mezőgazdaság (Lecce megye) | Mezőgazdaság (Lecce megye) |                  | 2.9%             | 2.9%             |
| Építőipar (Olaszország)    | Építőipar (Olaszország)    |                  | 5%               | 5%               |
| Építőipar (Lecce megye)    | Építőipar (Lecce megye)    |                  | 5.6%             | 5.6%             |
| Szolgáltatás (Olaszország) | Szolgáltatás (Olaszország) |                  | 70.9%            | 70.9%            |
| Szolgáltatás (Lecce megye) | Szolgáltatás (Lecce megye) |                  | 78.7%            | 78.7%            |
| 2003. évi adatok.          |                            |                  |                  |                  |

| Foglalkoztatottság            | Foglalkoztatottság            | Foglalkoztatottság | Foglalkoztatottság | Foglalkoztatottság |
| ----------------------------- | ----------------------------- | ------------------ | ------------------ | ------------------ |
| Ágazat                        |                               |                    |                    | százalék           |
| Ipar (Olaszország)            | Ipar (Olaszország)            |                    | 22.5%              | 22.5%              |
| Ipar (Lecce megye)            | Ipar (Lecce megye)            |                    | 17.5%              | 17.5%              |
| Mezőgazdaság (Olaszország)    | Mezőgazdaság (Olaszország)    |                    | 4.4%               | 4.4%               |
| Mezőgazdaság (Lecce megye)    | Mezőgazdaság (Lecce megye)    |                    | 8.7%               | 8.7%               |
| Építőipar (Olaszország)       | Építőipar (Olaszország)       |                    | 8.2%               | 8.2%               |
| Építőipar (Lecce megye)       | Építőipar (Lecce megye)       |                    | 8.3%               | 8.3%               |
| Egyéb szektorok (Olaszország) | Egyéb szektorok (Olaszország) |                    | 64.9%              | 64.9%              |
| Egyéb szektorok (Lecce megye) | Egyéb szektorok (Lecce megye) |                    | 65.5%              | 65.5%              |
| 2003. évi adatok.             |                               |                    |                    |                    |

| Munkanélküliség   | Munkanélküliség | Munkanélküliség | Munkanélküliség | Munkanélküliség |
| ----------------- | --------------- | --------------- | --------------- | --------------- |
| Terület           |                 |                 |                 | százalék        |
| Olaszország       | Olaszország     |                 | 8.69%           | 8.69%           |
| Dél-Olaszország   | Dél-Olaszország |                 | 17.3%           | 17.3%           |
| Puglia            | Puglia          |                 | 13.78%          | 13.78%          |
| Lecce             | Lecce           |                 | 17.64%          | 17.64%          |
| 2003. évi adatok. |                 |                 |                 |                 |

### Mezőgazdaság
A 2000-es évek első évtizedében a mezőgazdaság 59,9%-kal bővült, ami alacsony értéknek számít az ipar 194,2%-os bővüléséhez képest. Az 1970-es években a leccei gazdaság 14%-át adta, az 1990-es években már csak az 5,2%-ot. A mezőgazdasági profilú cégek száma 3%-kal nőtt, viszont a megművelt területek nagysága lecsökkent 3,3%-kal. Jelentősen csökkent a gabona- (–13,66%) és a szőlőtermő (–25,22%) területek nagysága, viszont nőtt a burgonya- (+14,1%) és olívatermő (+1,54%) földek nagysága. Az 1990-es években nagy teret hódított a cukorrépa termelés. A mezőgazdaság elsősorban a helyi feldolgozóipart szolgálja ki, az exportra szánt termékek mennyisége jelentősen lecsökkent az utóbbi évtizedekben.

### Ipar
Az ipar az utóbbi évtizedekben jelentős átalakuláson ment keresztül. Az ágazat növekedésének gyorsasága szerint Lecce élenjáró mind a régióban, mind Dél-Olaszországban. Az 1980-as években például a gazdasági növekedés 194,2% volt, ellentétben Dél-Olaszország 181,4%-ához és az országos 167,5%-hoz képest. Az ipar alapját továbbra is a hagyományos kézműves ágazatok adják, amelyekhez az utóbbi évtizedekben a fémmegmunkálás és a finommechanika társultak. Jelentősen bővült a textilipar (10–15%). Az élelmiszeripar hányada azonban lecsökkent, kivéve az olajfeldolgozást és a borászatot. Ez a mezőgazdaság hanyatlásával hozható összefüggésbe. A leccei ipart a helyi kis és középvállalkozások uralják (97%), amelyek a munkaképes lakosság 76,2%-át foglalkoztatják. A külföldi befektetők aránya jelentéktelen, ellentétben a régióval, amely gazdaságának 8,7%-át adják.

### Szolgáltatások
Az ipar mellett a tercier szektornak van nagy jelentősége Lecce gazdasági életében. Növekedése az 1970-es években kezdődött meg, egy időben a mezőgazdaság hanyatlásával. Elsősorban a kereskedelem fejlődött, a biztosítási szolgáltatások, a turizmus és a közlekedés. Ezekhez csatlakoztak az utóbbi évtizedekben a pénzügyi szolgáltatásokat nyújtó vállalatok. Az észak-olaszországi városokhoz képest a tercier szektor kevésbé fejlett. A turizmus, úgy Leccében, mint a Salentói-parton jelentős fejlődésnek indult az elmúlt években, és ez megmutatkozik a megnyitott vendéglátóhelyek számában is.

## Közlekedés

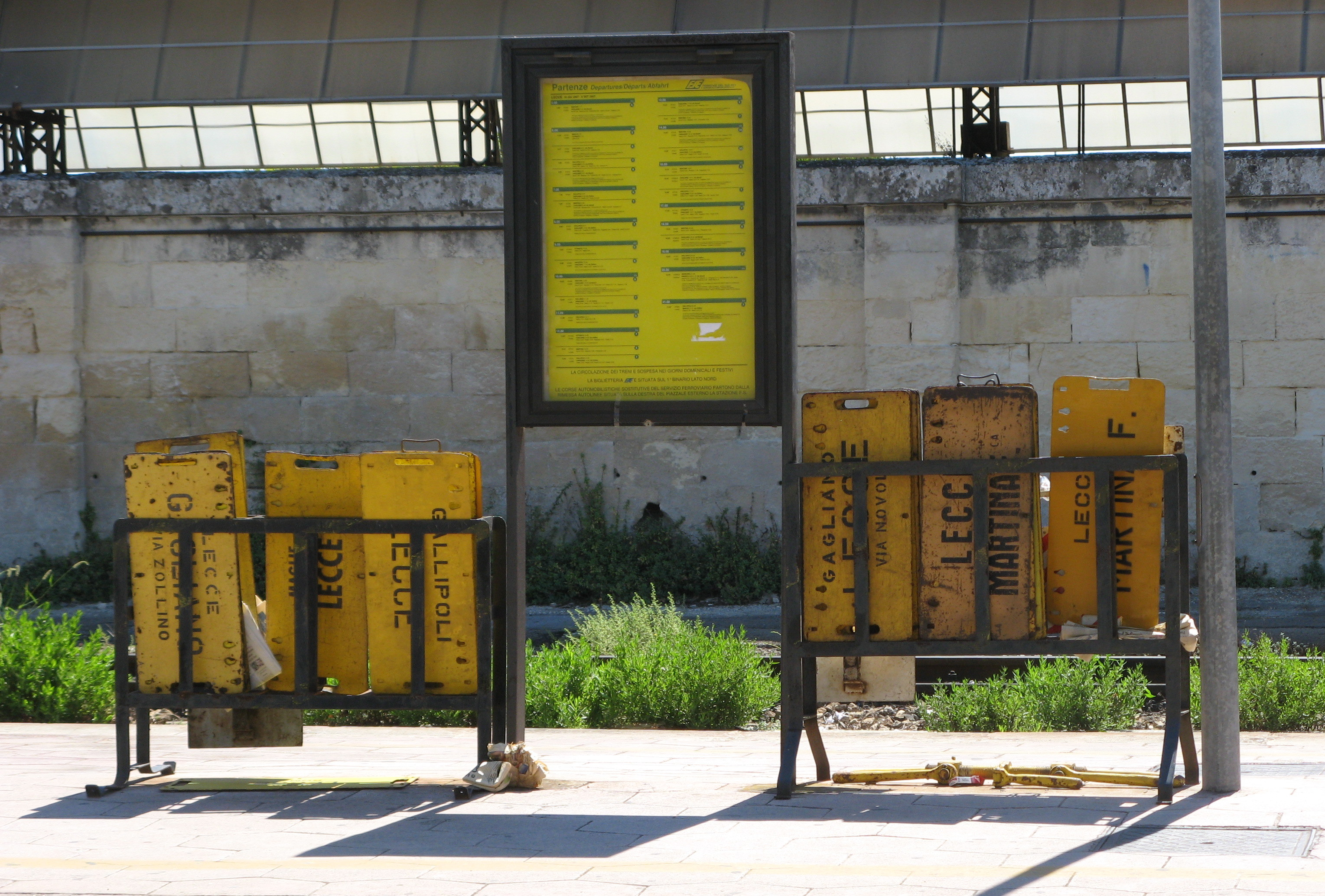
A leccei vasútállomás

### Távolsági közlekedés
A várost egy autópálya jellegű körgyűrű veszi körbe. Ebből ágazik ki észak felé a SS 613-as főút, amely Brindisivel és Barival köti össze. Keleti irányba haladva a következő főutak ágaznak el a körgyűrűből:
- SP 364 – San Cataldo üdülőhely irányába,
- SP 1 – Vernole irányába,
- SP 23 – Cavallino irányába,
- SS 16 Adriatica – a városba észak felől érkező főút déli folytatása Maglie irányába,
- SS 476 – San Cesario di Lecce irányába,
- SS 101 – Gallipoli irányába,
- SP 7 – Monteroni di Lecce irányába, Taranto felé,
- SP 357 – Trepuzzi irányába.

Az olasz vasúti társaság, a Ferrovie dello Stato legdélebbi pugliai vasútállomása. Az Adriai-tenger partján végigfutó Ancona–Lecce-vasútvonal végállomása. Novolin és Mandurián át Tarantóval van összeköttetésben. A Leccétől délre fekvő vasútvonalak magánkézben vannak, és a Ferrovie del Sud Est társaság üzemelteti, így Leccének összeköttetése van Gallipolival, Otrantóval és a Salentói-félsziget többi településével, egészen Garigliano del Capóig. A kisebb településekkel rendszeres buszjáratok kötik össze, de Olaszország többi nagyobb városaiba is indulnak rendszeres járatok.
A városnak saját kikötője nincs. Az egykori kikötőt, amely ma a tengerparti San Cataldo település, csak halász- és kishajók használják. Szintén nincs saját repülőtere. A legközelebbi légikikötő a Brindisi-Casalei repülőtér, amellyel rendszeres buszjárat köti össze.

### Tömegközlekedés
A városban a tömegközlekedést a SGM (Società Gestione Multipla S.p.a.) bonyolítja le. A városban tizennégy buszvonal és három trolibuszvonal üzemel. A vonalak többsége áthalad az óvárost megkerülő körgyűrűn. Öt nagy átszállási csomópont van: a vasútállomás, a Porta Napoli, a Via Cavalotti, a Viale Gallipoli és a Via XXV Luglio megállók.

## Kultúra

### Oktatás

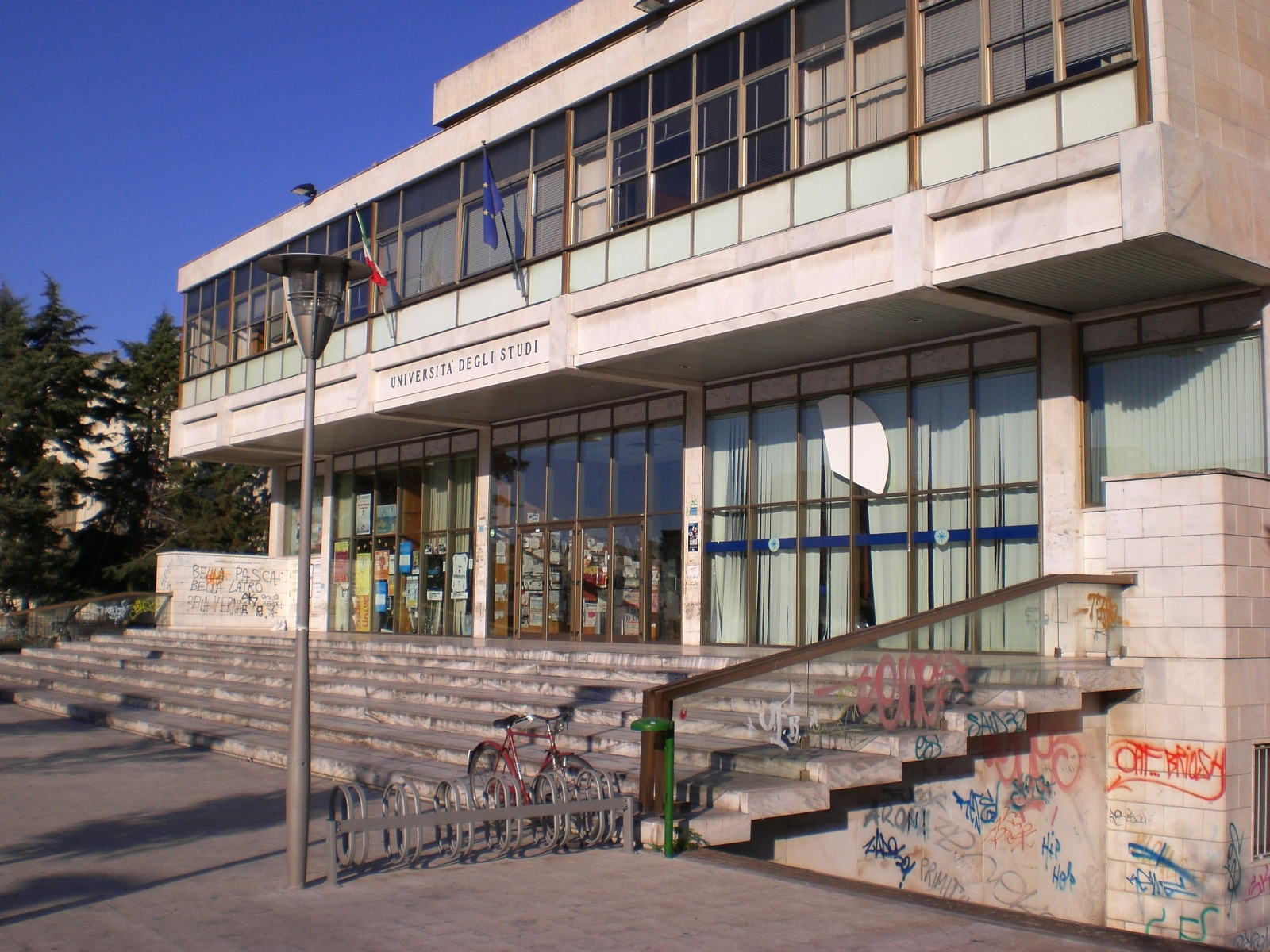
A leccei egyetem épülete

Leccében székel a Salentói Egyetem (Università del Salento), korábbi nevén Leccei Tudományegyetem (Università degli Studi di Lecce). Az intézményt 1955-ben alapította a város és a megye, szinte kétszáz évvel a leccei felsőfokú intézmények bezárása után. Amikor 1767-ben I. Ferdinánd kiutasította a jezsuitákat a Nápolyi Királyságból, az összes általuk alapított és vezetett oktatási intézményt is bezárták. Az egyetem 1955. november 2-án nyitotta meg kapuit bölcsészeti, pedagógiai és idegen nyelvi szakokkal. 1967–1968-ban alapították meg a természettudományi kart, 1987-ben pedig a gazdaságtudományit. 2006–2007-ben nyílt meg a politikatudományi kar, és ekkor vette fel az intézmény mai nevét. Az egyetemnek kihelyezett kara működik Brindisiben, és egy technológiai parkot tart fenn Mesagneben, ahol többek között radiokarbon vizsgálatokat végeznek régészeti leleteken. Az egyetemhez tartozik az Egyetemi Szintű Interdiszciplináris Képzési intézet (ISUFI – Istituto Superiore Universitario di Formazione Interdisciplinare). Ugyancsak a Salentói Egyetem felügyelete alá tartozik a nemzetközi jelentőségű Nanotechnológiai Kutató Intézet, amelyet 2006-ban nyitottak meg. Az egyetem több kisebb múzeumot, gyűjteményt tart fenn:
- Botanikus Kert – Az intézményt eredetileg 1810-ben alapította a Mezőgazdasági Intézet.
- Tengerbiológiai Múzeum – A tengerek élővilágát bemutató intézményt 1966-ban alapították Porto Cesareóban. Az egyetem 1977-ben vásárolta meg.
- Környezettudományi Múzeum – A gyűjtemény a Salentói-félsziget ősmaradványait és földrajzi viszonyait mutatja be.
- Papirológiai Múzeum – A gyűjtemény fő látnivalói antik papiruszok.
- Történeti-Régészeti Múzeum – Az egyetemen működő régész-történész kutatócsoport eredményeit mutatja be.
- Cavallinói Szabadtéri Múzeum – A 45 hektáros szabadtéri múzeum egy régi messzáp település leletei körül alakult ki. Az ókori életvitel egyes aspektusait mutatja be.[55]

### Múzeumok
Leccében a következő múzeumok működnek:
- „Sigismondo Castromediano” Megyei Régészeti Múzeum (Museo Archeologico Provinciale "Sigismondo Castromediano") – A múzeumot 1967-ben alapította Lecce megye kormányzata a vidéken talált régészeti emlékek bemutatása céljából. Az ókori messzáp, római emlékek mellett számos középkori tárgyat is felvonultat a gyűjtemény. A képtárban értékes 15–18. századi festményeket őriznek. A múzeum része a Nicola Bernardini nevét viselő könyvtár értékes 16. századi könyvekkel és nyomtatványokkal. A múzeumban gyakran szerveznek időszakos kiállításokat kortárs salentói művészek alkotásaiból.[58][59]
- Kínai Művészeti és Természettudományi Múzeum (Museo Missionario Cinese e di Storia Naturale) – A múzeumnak két gyűjteménye van. A kínai kultúrával foglalkozó gyűjteményben pénzérmék, szőttesek, dísztárgyak és hangszerek láthatók. A másik gyűjtemény a tengeri faunát mutatja be, valamint kövületeket és ásványokat.[60]
- „Cerrate-apátság” Megyei Népművészeti Múzeum (Museo Provinciale delle Tradizioni Popolari „Abbazia di Cerrate”) – A 12. századi épületben helyet kapott múzeum Lecce és Salento népi hagyományait mutatja be (gasztronómia, szőttesek, papírmasé készítése, olívatermesztés).[61]
- Ferences Művészeti Képtár (Pinacoteca d’Arte Francescana) – A múzeum egy 16. századi városszéli, egykori ferences kolostor épületében kapott helyet. A gyűjteményt százhúsz, 16–18. századi festmény alkotja. A kiállított művészek között vannak Giacomo da San Vito és Raffaele Pantaloni.[62]

### Színház és film
A város két fő színháza a Teatro Politeama Greco, amely a drámai műfaj otthona, míg a lírai műfajnak, az operának a Teatro Paisiello ad otthon. A város harmadik színháza, a Teatro Apollo, felújítás alatt áll. A Teatro Paisiello 1758-ban épült barokk stílusban, nevét a városban is tevékenykedő híres tarantói zeneszerzőről, Giovanni Paisiellóról kapta. 1867-ben lett a város tulajdona, az 1990-es években pedig felújították. A Teatro Politeama di Greco, a legnagyobb salentói színház, a 19. század végén épült. Itt lép fel a Cantieri teatrali Koraja színhátszócsoport is, amelynek műsora a pugliai és salentói hagyományokat tükrözi. A város 1999 óta házigazdája az európai mozifesztiválnak (Festival del cinema europeo).

#### Lecce a mozivásznon
Köszönhetően az óváros barokk hangulatának, Lecce számos film háttereként szolgált:
| - Mine vaganti (2010) - Ne te retourne pas (2009) - Fine pena mai: Paradiso perduto (2008) - Hermano (2007) - Melissa P. (2005) - Il giudice Mastrangelo (2005) | - Ics (2003) - Liberate i pesci! (2000) - Azzurro (2000) - Italianissimo (1992) - Cugini carnali (1974) |

### Hagyományok
Leccében nagy hagyománya van a papírmasé (olaszul cartapesta) készítésének. Ennek eredete a 17–18. századra, a leccei barokk virágzásának idejére vezethető vissza. Mivel a környéken más megmunkálható értékes alapanyag nem létezett, a helyi mesteremberek papírból kezdtek el maszkokat, szobrokat és egyéb vallási tárgyakat készíteni. A papírt náddal és fával erősítették. A papírmasé-készítést az egyház is támogatta, mivel az ellenreformáció egyik hatásos eszközeként tekintettek rá.

### Média
| Leccében kiadott napilapok                                          | Televízió                                                           | Rádió | Internetes portálok |
| ------------------------------------------------------------------- | ------------------------------------------------------------------- | --- | --- |
| - Nuovo Quotidiano di Puglia - La Notizia - Il Corriere del Salento | - Telerama - Canale otto - L’A TV - Tele Radio Salento - Studio 100 | - Radiorama - Radiosalento - Radio Nice - Rete 8 - Radio Queen - Jet Radio - Radio Manbassa - Radio Popolare Salento - Radio Venere - Radio PeterPan | - https://web.archive.org/web/20090210043407/http://www.salentonews.it/ - http://www.lecceprima.it/ - http://www.lagazzettadelmezzogiorno.it/ |

### Gasztronómia

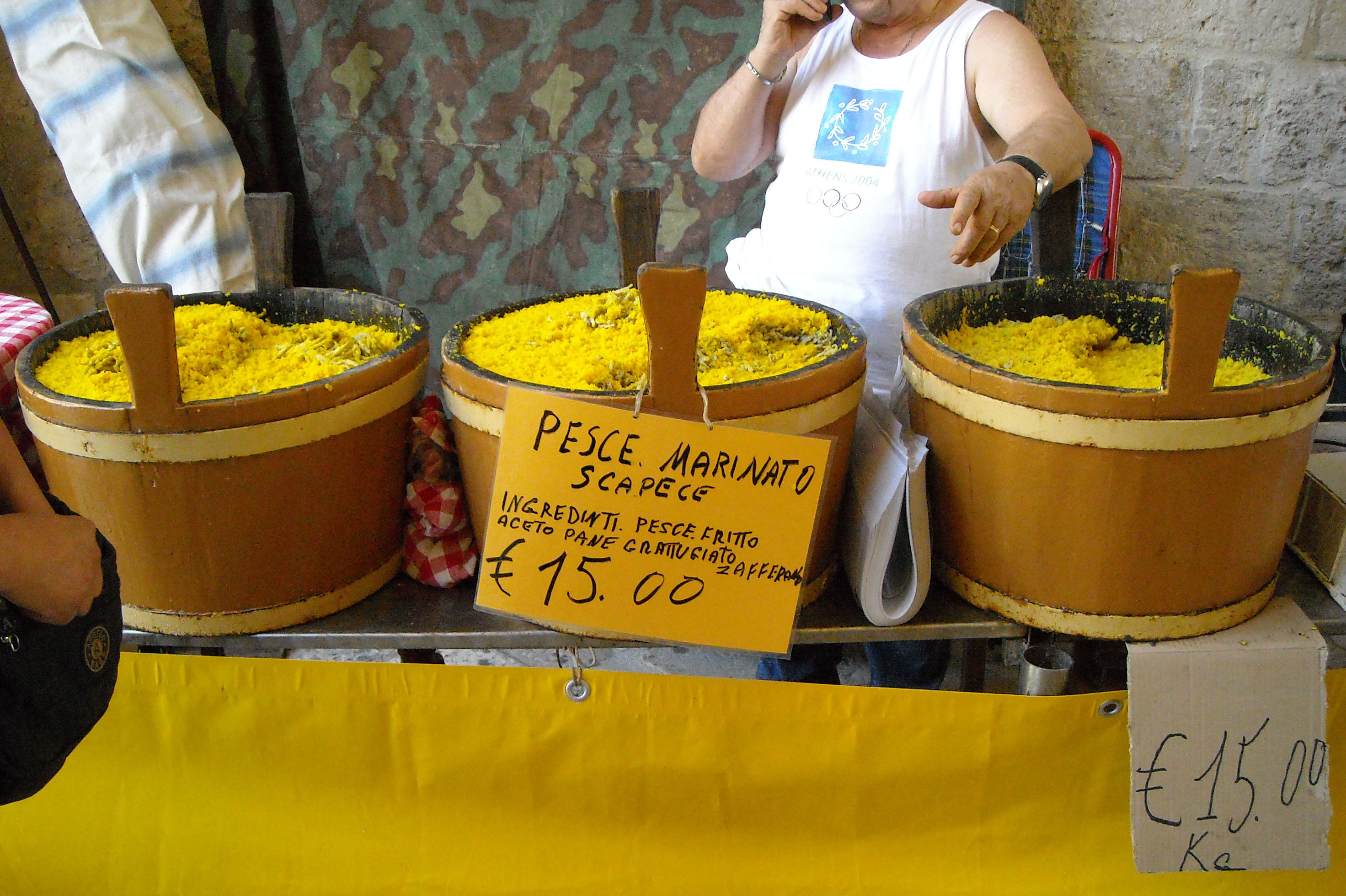
Scapece

A leccei konyha előételei közül a legismertebbek az árpából és kukoricából készült zsemlék (friselline), amiket friss paradicsommal, olajbogyóval tálalnak. Egy másik előétel a pìttule, azaz kerek zsemle, amelyet karfiollal vagy tőkehallal együtt szolgálnak fel. Szintén előétel az úgynevezett munichedde, változatos módon fűszerezett főtt éticsiga. Az első fogások közül nem hiányzik a pasta, amelynek jellegzetes helyi változata a tria (csicseriborsóval elkészítve), a sagne’ncannulate (paradicsomban áztatott pappardelle, bazsalikommal és ricottával) valamint a minchiareddhri (paradicsommal, bazsalikommal elkészített orechiette tészta). Puglia szinten ismert étele a taièddha, cukkinivel, burgonyával és kagylókkal elkészített tésztaétel. A kagyló helyett gyakran sertéshúst használnak. A főételekben elsősorban a bárány és a lóhús dominál. Jellegzetes ételek az involtininek nevezett hústekercsek. A főételek közé sorolható az apró halakból, páclével elkészített scapece. A desszertek közül a perecfélék (pasticciotto) nagyon népszerűek, amelyeket gyakran töltenek mandulával és gyümölcslekvárral (fruttone). A péksütemények közül ismert még a leveles tésztából készült cateddhate és purceddruzzhi. A jellegzetesen leccei termékek a zsemlék (friselle) többféle formában elkészítve (sajttal, paradicsommal stb.) valamint a giuncata leccese sajtféleség. Puglia egyik legfontosabb exportterméke azonban az olívaolaj, amelyet Lecce környékén termelnek, Brindisitől Otrantóig.

### Sport

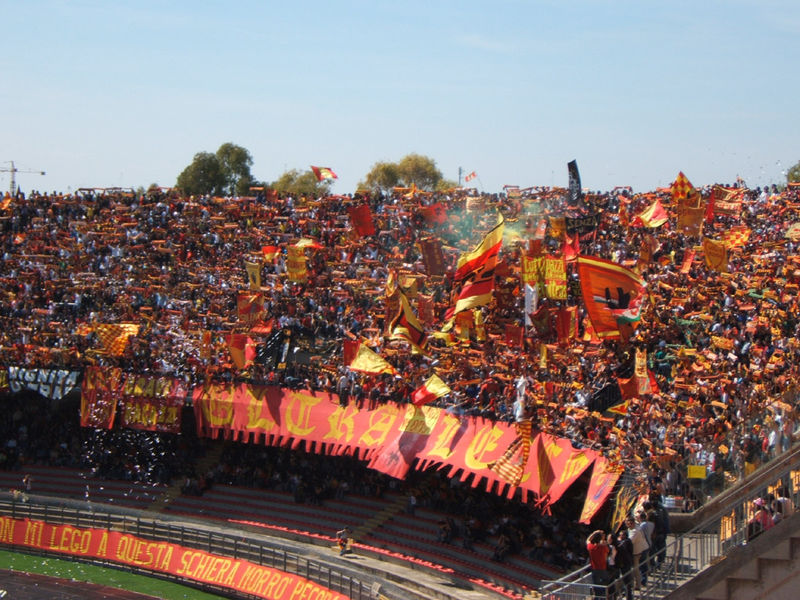
Szurkolók a Via del Mare stadionban

A város labdarúgó csapata az Unione Sportiva Lecce, vagy röviden US Lecce, amely a 2009–2010-es szezonban bekerült az olasz első osztályba. A csapat a Via del Mare stadionban játszik. A városban más labdarúgóklubok is működnek: Juventina Lecce, Gioventù Juventina Lecce és Mec Lecce. A városban született számos híres olasz labdarúgó: Sergio Brio, Franco Causio, Marco Materazzi, Fabrizio Miccoli, Francesco Moriero, Pasquale Bruno, Gigi Garzia, Mimmo Renna, Aldo Sensibile, Gianluca Petrachi, Ezio Candido és Antonio Conte. Lecce női labdarúgó csapata az A.S.D. Salento Donne, amely az országos másodosztályban játszik. A város rögbicsapatai a CUS Lecce Rugby valamint az A.S.D. Salento Rugby. Mindkettő tagja az Olasz Rögbi Föderációnak (FIR).

## Látnivalók

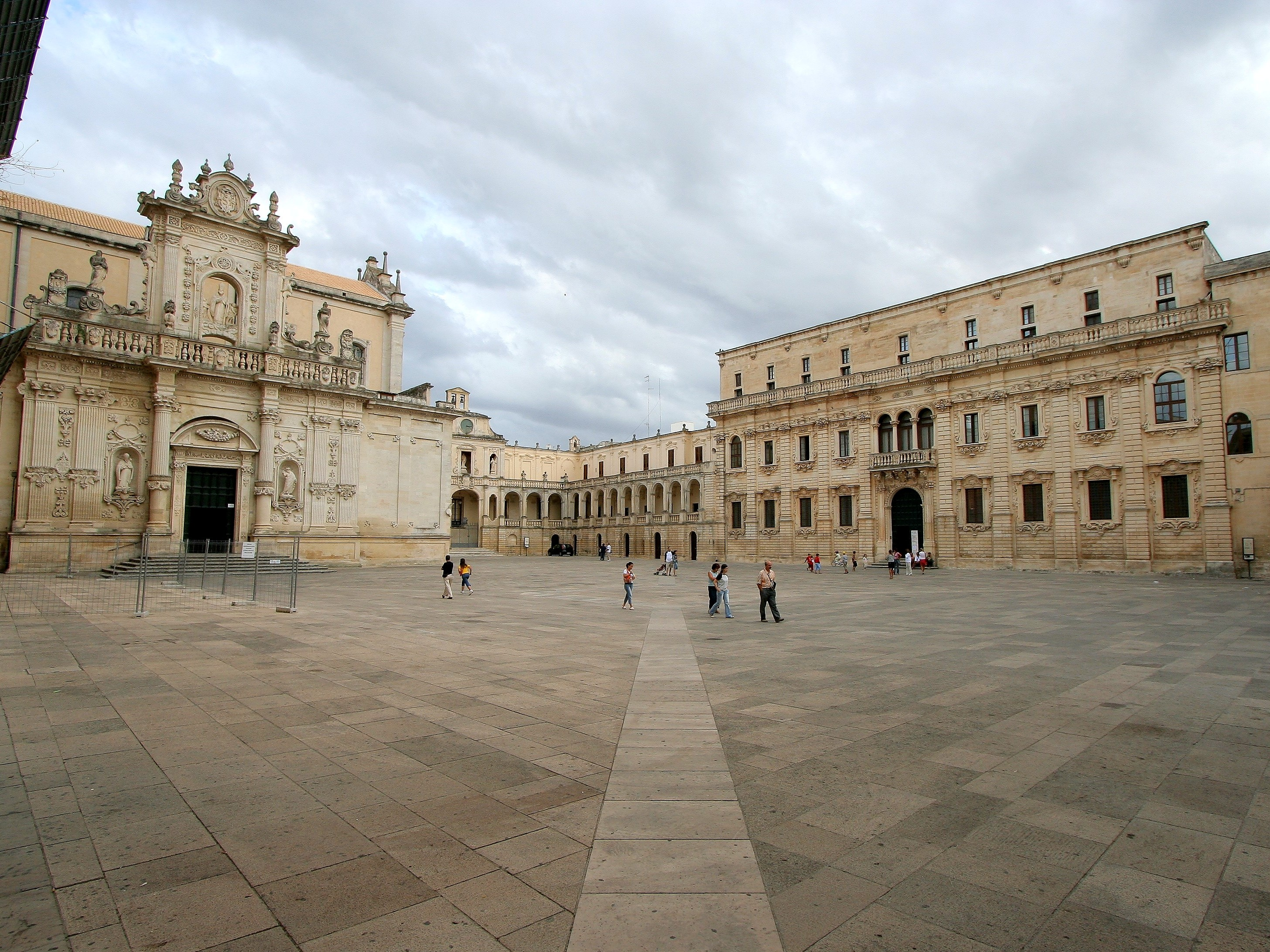
A Piazza del Duomo (Dóm-tér)

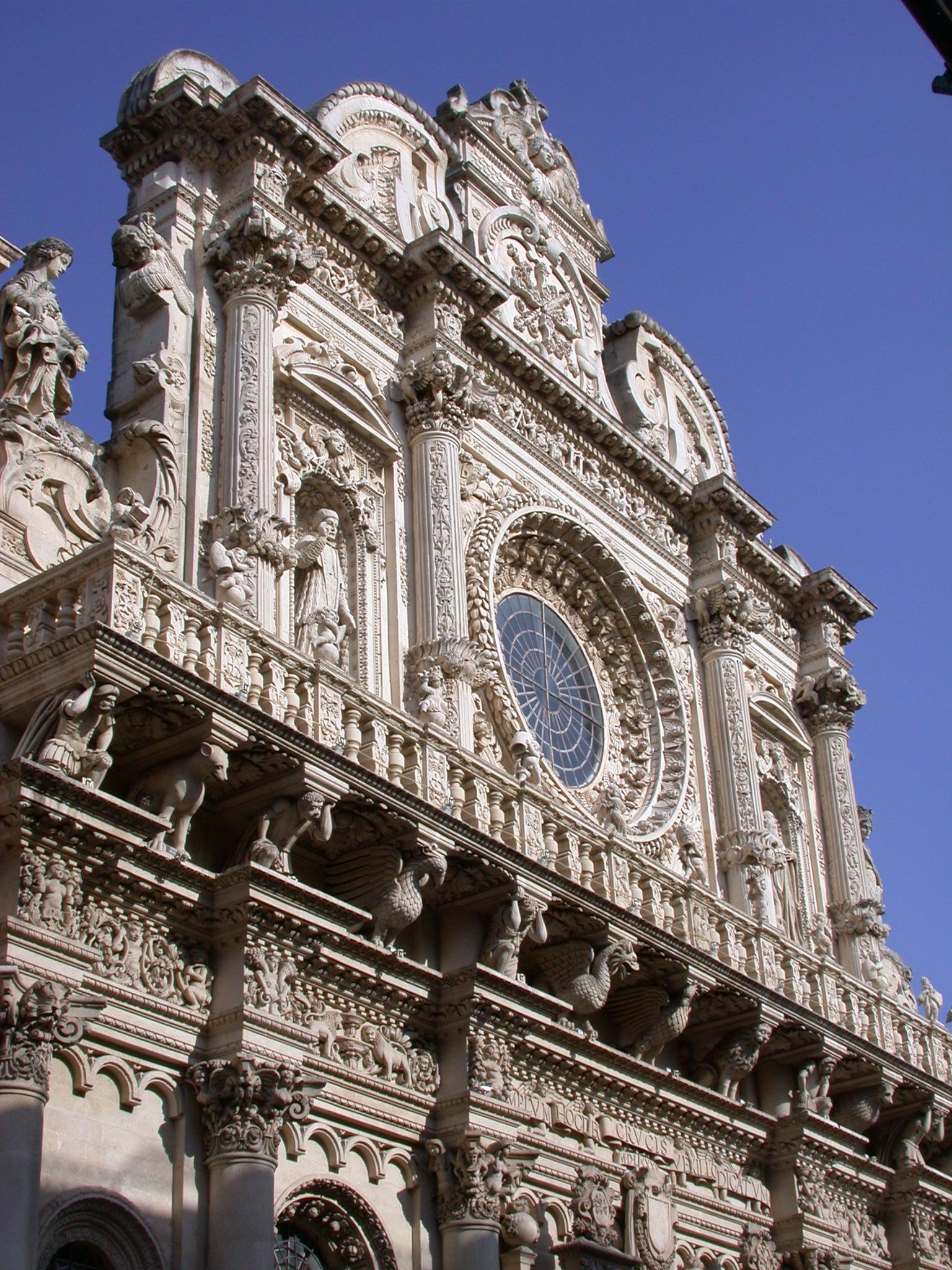
A Santa Croce-bazilika főhomlokzata

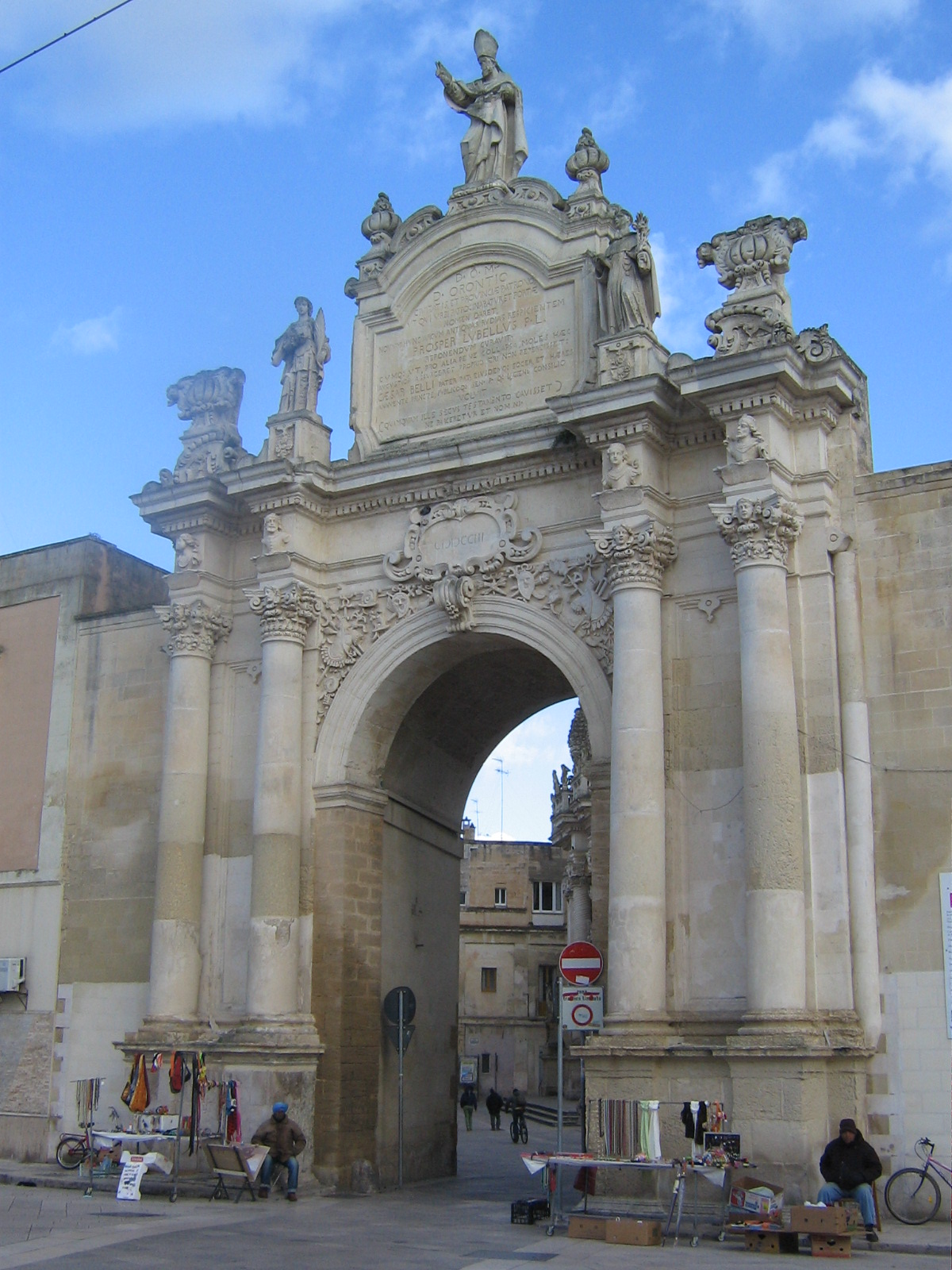
A Porta Rudiae

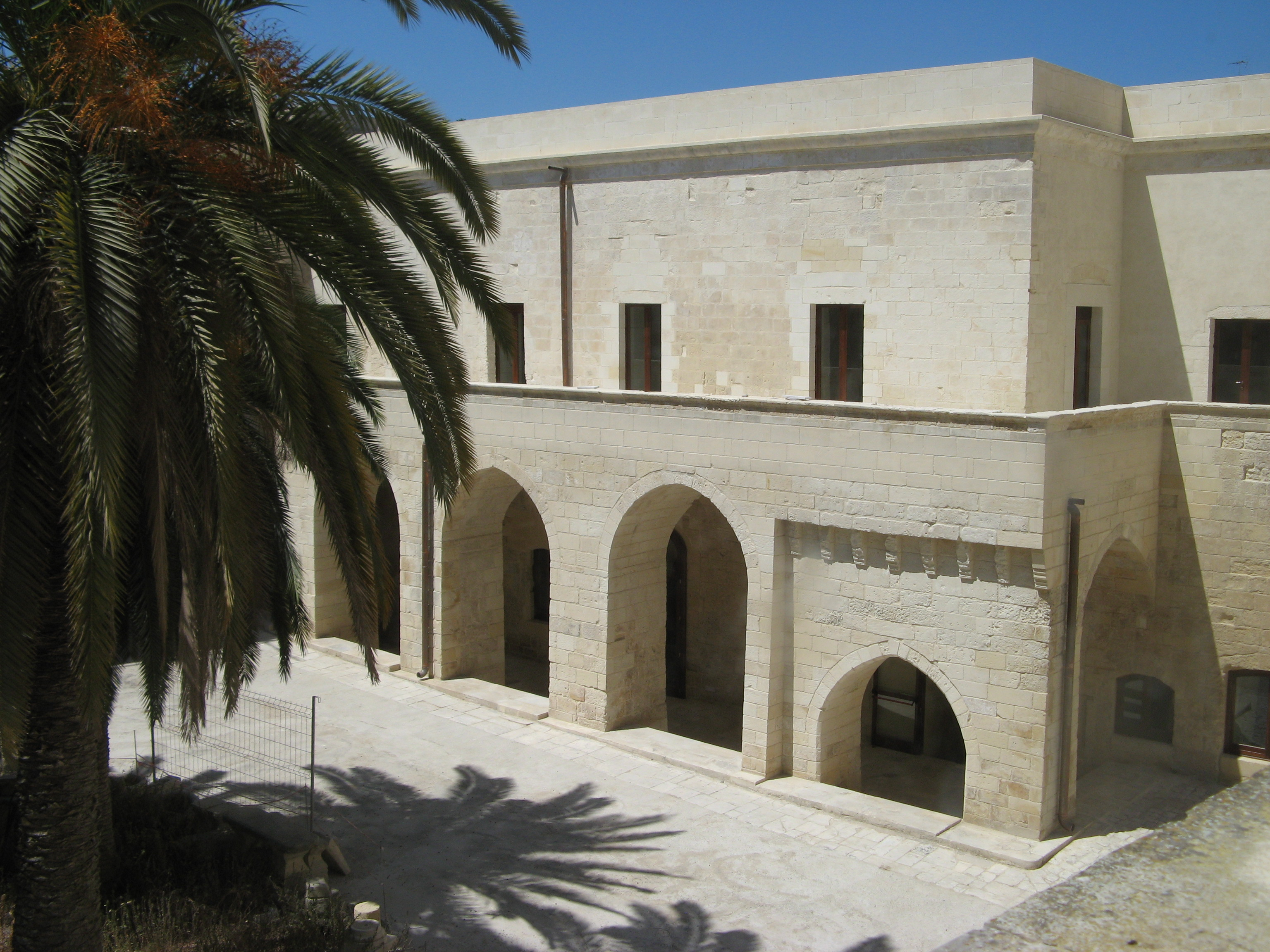
A vár udvara

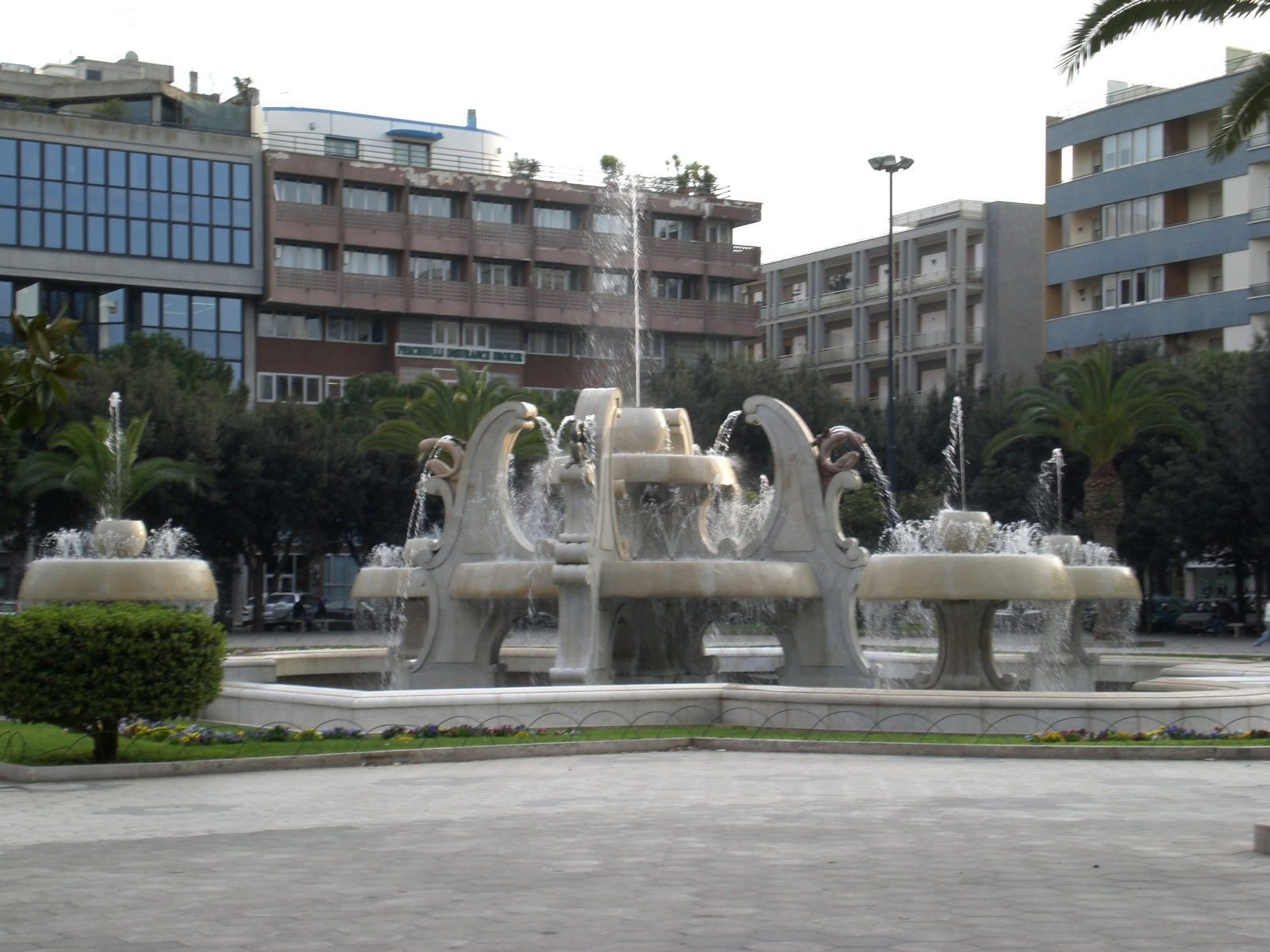
A Piazza Mazzini

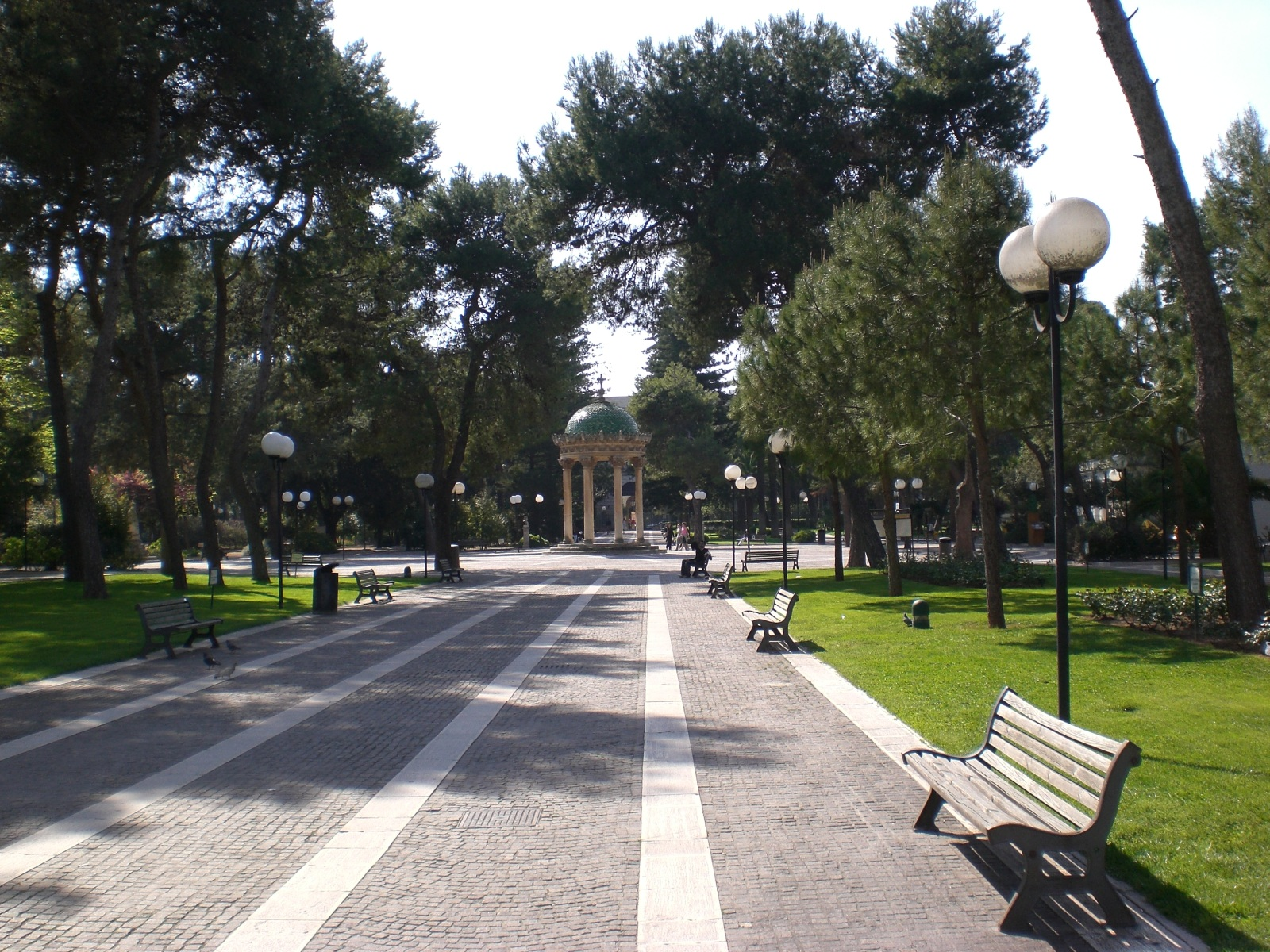
A városi park a zenepavilonnal

### A leccei barokk
A barokk szülővárosa Róma volt, ahonnan a stílus gyorsan terjedt el Itália-szerte. Számos helyi formája alakult ki, például Szicíliában, de Pugliában is, különösképpen Leccében. Az egységes barokk városképnek köszönhetően Leccét a dél Firenzéjének is említik, hiszen építészetének egységessége miatt a reneszánsz toszkán városhoz hasonlítható a leginkább. A barokk gyors fejlődését az 1571-es lepantói csata segítette elő, hiszen a törökök visszaverésével elmúlt a salentói partok állandó veszélyeztetettsége, és a tengeri kereskedelem is akadálymentesen megindulhatott. A barokk meghonosításában a klérusnak volt nagy szerepe, különösen a jezsuitáknak, celesztinusoknak és teatinusoknak, akik állandó kapcsolatokat ápoltak Rómával és ismerték az ottani építkezési stílusokat. Kiemelt szerepe volt Lecce városképének kialakításában Luigi Pappacoda püspöknek (1639–1670).
A 16. századtól a 18. század elejéig a város nagy megújulási időszakot élt át. A városi élet új lendületet kapott a sorozatos pestisjárványok, török fosztogatások után. Vezető szerepe egyre jelentősebbé vált a Nápolyi Királyságban, számos dalmát, görög és velencei kereskedő telepedett meg a városban. V. Károly Puglia hivatalos székhelyévé tette meg, s elrendelte újabb épületek megépítését az állami hivatalok számára.
A leccei barokk (olaszul barocco leccese) egyik fő jellegzetessége, hogy nem alakítja át a teret, azaz megmarad a klasszikus építészeti formák mellett, viszont a díszítések terén sokkal inkább a formagazdagság, a túltelítettség irányába mozdul el. E sajátos építészeti stílus kialakulását befolyásolta a helyi építőanyag, az úgynevezett leccei mészkő rugalmassága és könnyű megmunkálhatósága. Ez hozzájárult a művészek ötleteinek szárnyalásához, hiszen bármit rövid idő alatt ki lehetett faragni ebből az alapanyagból. Elsősorban az épületek homlokzataira jellemzőek a teljes alakú szoborcsoportok (emberi, állati és bizarr formák), a növényi motívumokkal díszített párkányzatok, a rengeteg kariatida, puttó, voluta, mitológiai motívumok. Az ablakkeretek és a bejárati portálok szintén erősen díszítettek. Egy másik jellegzetessége a leccei barokknak a kromatika hiánya. Az épületek külsejét nem festették be, és így a mészkő természetes színének és a napsugarak kölcsönhatásának eredményeképpen arany színben tündökölnek. Az épületek belsője sokkal visszafogottabb díszítésű. A leccei barokkhoz leginkább a Ragusában és Notóban kibontakozott szicíliai barokk hasonlít, viszont Szicíliához képest itt nem jellemzőek a homorú felszínek. A leghíresebb építészek Giuseppe Zimbalo, Giuseppe Cino, Gabriele Riccardi, Gustavo Zimbalo, Cesare Penna, Mauro Manieri és Emanuele Manieri voltak. A leccei barokk legjellemzőbb példája a Santa Croce-bazilika.
2006-ban elindították a leccei barokk belváros világörökségi helyszínné nyilvánítási eljárását.

### Városkép
Lecce történelmi óvárosa észak-dél irányban megnyúlt trapéz alakú. Az egykori városfalakat azok külső oldalán tágas sugárutak szegélyezik. A történelmi belváros északi csücskénél található a forgalmas Piazza del Bastione (Bástya-tér). Innen indul délnyugati irányban a Via Francesco Galasso, amelynek folytatása a Viale dell’Università. Az óváros déli oldalát a Viale Gallipoli határolja, délkeleten pedig a Viale Francesco Lo Re. Ennek végében áll a vár valamint a Giardini Pubblici park, amelyek megszakítják a városfalak vonalát. Északkeleten, enyhén ív alakban, a Viale Michele de Pietro határolja az óvárost. A trapéz alakú óváros, azaz Lecce vecchia (Régi Lecce) négy történelmi negyedből áll: San Giusto, San Martino, San Biagio és Rusce. Nevüket azokról a városkapukról kapták, amelyek körül kiépültek. 1606 óta ezek a negyedek parókiák is egyben. Az óvárost vastag kőfalak vették körül, ennek nagy része, illetve a városkapuk egy része napjainkban is áll. A fal külső oldalán haladó körút választja el a régi várost az új negyedektől, amelyek építészeti szempontból teljesen elütnek a barokk hangulatú óvárostól.
Az óváros központja a keleti városrészben fekvő Piazza Sant’Oronzo, amely nevét az itt álló, Szent Orontius szobrát tartó oszlop után kapta. A tér déli oldalán a 20. század elején tárták fel a római amfiteátrum romjait. Ennek körülbelül a fele látható, a többi része a teret övező épületek alapjába van beépítve. A téren áll a Sedile épülete is, az egykori városháza épületéből fennmaradt csarnok. Ugyancsak e téren áll a barokk San Marco-templom valamint az új városháza (Palazzo del Municipio). A Piazza Sant’Oronzo volt a középkori város piactere. A térből labirintus-szerű, keskeny utcák ágaznak ki, ezek mentén számos értékes épület áll, amelyeket a 15–17. században építettek idetelepedett velencei, genovai, pisai, dalmát stb. kereskedők. A legszebb épületek a Via Visconti és Via Mocenigo mentén állnak. A 20. század első felében, főleg a fasizmus idején, modern banképületek felhúzásával megbontották az utcák egységes hangulatát. A Via Imperatore Augusto, a Via dei Tribunali, a Via Vittorio Emmanuele II és a Via San Marco találkozásánál kialakított kis terecske, az úgynevezett Quattro Spezierie volt a leccei kisnemesség kedvelt találkozóhelye, egészen a 20. század közepéig.

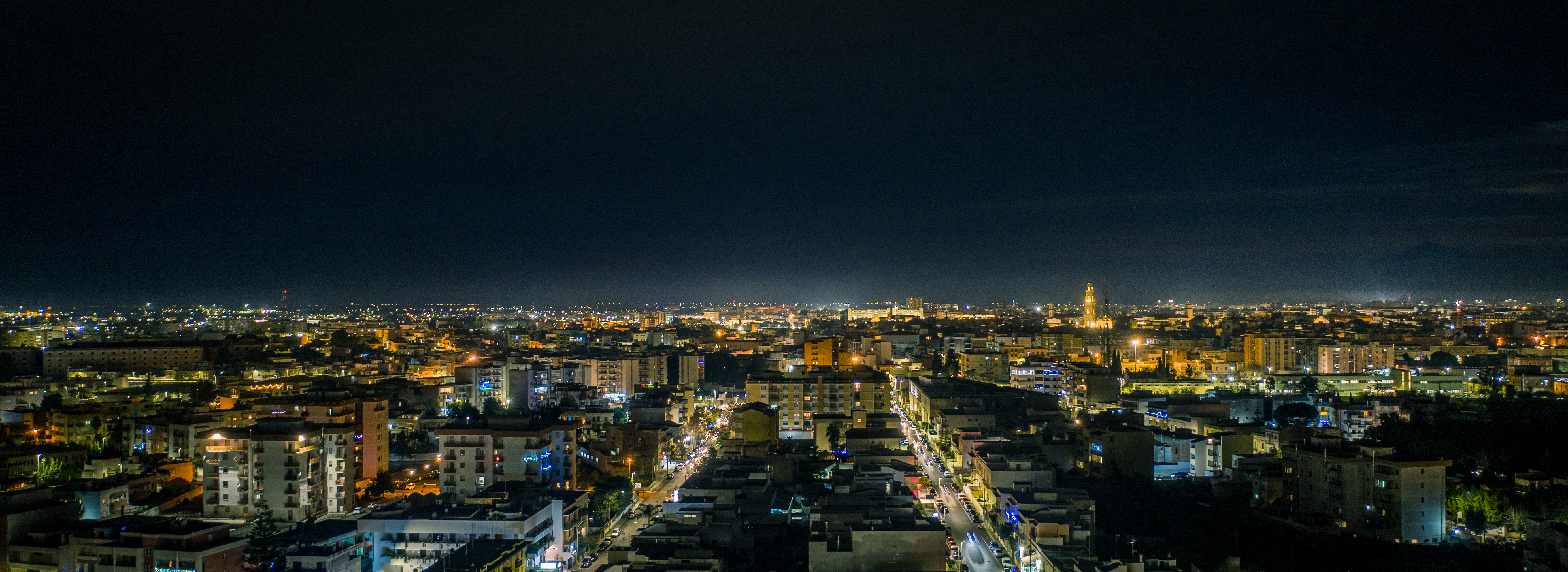
A város éjszaka

A Piazza Sant’Oronzotól északra található a Piazza Castromediano, amelynek ékessége a jezsuiták által épített Il Gesù-templom. Ugyancsak a Piazza Sant’Oronzoból indul ki északi irányban a Via Templari, amely a Via Umberto I-be torkollik. A kiszélesedő utca mentén áll a leccei barokk legszebb építménye, a Santa Croce-bazilika, valamint mellette a celesztinusok egykori kolostora. Az utcán továbbhaladva észak felé, a Palazzo Adorno barokk épülettömbje látható. A Via Umberto I. északnyugat felé kanyarodva felveszi a Via Manfredi nevet. Az utca egy kis térbe torkollik (Piazetta Santa Addolorata), amelynek dísze a Sant’Angelo-templom. Innen északkelet felé egy kis udvar érhető el (Corte Conte Corrado), amelynek fő ékessége a San Giovanni Evangelista-templom. Az óváros északi csücskében, a Piazza Peruzzin szintén egy barokk templom áll, a Santa Maria degli Angeli. A Piazetta Santa Addoloratától délnyugati irányban egy másik kis tér, a Piazzetta Arco di Trinfo közelíthető meg. Ez a terecske már a nyugati városfal belső oldalán van, itt áll a város egyik középkori kapuja, a diadalívhez hasonlítható Porta Napoli. A téren áll továbbá a barokk Palazzo Guarini, valamint a Santa Maria della Porta-templom és a városi színház, a Teatro Paisiello. Innen indul déli irányban a város egyik főutcája, a Via Palmieri, amely mentén szintén számos értékes barokk épület áll: Palazzo Palmieri, Palazzo Marrese. A Via Palmieri a Piazza Sant’Oronzotól délnyugati irányban futó Via Giuseppe Libertinibe torkollik. Ez utóbbi az ókori Lupiae főutcája helyén alakult ki (decumanus maximus). Az utca délnyugati végét a Porta Rudiae városkapu zárja le, északkeleti végét pedig a Piazza Sant’Oronzo. Az utca mentén számos barokk építmény áll: San Giovanni Battista-templom, Sant’Anna-templom, Santa Teresa-templom, Palazzo Carelli Palombo és a Sant’Irene-templom.
A Via Palmieri és a Via Giuseppe Libertini kereszteződésénél érhető el egy díszes propülaia (kapu) alatt a város másik fontos tere, a Piazza del Duomo (Dóm-tér). A tér jellegzetessége, hogy mindössze egy bejárata van, teljesen körbe van építve egyházi épületekkel. Ezt a leccei püspökök rendelték így, mivel tartottak a város népének lázadásaitól a klérus hatalma ellen, hiszen a város feletti hatalmat közel két évszázadon át a püspökök gyakorolták. A tér délkeleti sarkában áll a dóm és a harangtorony, déli oldalán a püspöki palota tömbje uralja, nyugati oldalán pedig a papi szeminárium épülete áll. A tér a leccei barokk legszebb alkotása, az összefüggő kép kialakítása Giuseppe Zimbalo, Giuseppe Cino és Emmanuele Manieri munkáját dicséri. A történelmi belváros girbegurba utcáiban kevesebb a látnivaló, mindössze a karmeliták temploma, az ókori római színház, valamint a San Matteo-templom. A történelmi óváros keleti részén emelkedik a 16. században megépített vár (Castello Carlo V).
Az óváros körül épültek ki a város modern negyedei, jellegtelen épületekkel, erős ellentétben a belváros egységes barokk városképével. A városfalakon kívül, a vártól keletre fekszik a Mazzini negyed, amely az azonos nevű tér után kapta nevét. Ez a modern város központja, számos irodaépülettel, a Via Trinchese pedig a város legfontosabb bevásárlóutcája luxusüzletekkel, mozikkal. A Piazza Mazzinitől délre fekszik a Santa Lucia negyed, amelynek névadója a Santa Lucia di fuori-kápolna. Fő útvonalai a Via Cavour, Viale d’Italia valamint a Via degli Orti. A 19. század elején még a város szegénynegyedének számított. Átalakítására a 20. század első felében került sor. Látnivalói közé az eklektikus stílusban megépült Villa Indraccolo, Villa Himera, Palazzo Coppola és a Palazzo del Senatore Tamborno tartoznak.
A Tridente di Porta San Biagio (Szent Balázs-kapu háromszög) a tulajdonképpeni Piazza d’Italia a Lizzanello, a Santa Maria di Leuca és a Maglie felé vezető utak találkozásánál alakult ki, a Porta San Biagio előtt. A fasiszta uralom alatt a város központja volt. 1928-ban egy emlékművet építettek az első világháborúban elhunytak tiszteletére.
Az óvárostól északnyugatra fekszenek a Fulgenzio és Borgo Adriano negyedek. Nevüket az itt álló Villa di Fulgenzioról kapták. Ugyancsak ebben a negyedben áll a celesztinusok egykori kolostora.
A város déli részén áll a pályaudvar, amelyet 1866-ban nyitottak meg. Az állomás és az óváros között kialakult negyedben elsősorban hivatalok épületei állnak, valamint a múzeum és a könyvtár.

### Főbb látnivalók
| - Egyházi építmények: - Szent Orontius-oszlop - San Marco-templom - Santa Maria della Grazia-templom - Il Gesù-templom - Santa Croce-bazilika - Sant’Angelo-templom - San Giovanni Evangelista-templom - Santa Maria degli Angeli-templom - Santa Teresa-templom - Sant’Irene-templom - Leccei dóm - Püspöki palota - Szemináriumi palota - Santa Chiara-templom - San Matteo-templom - Santa Maria della Provvidenza - San Lazzaro-templom - Santa Maria dell’Idria-templom - San Giovanni di Dio-templom - San Giovanni Battista-templom - San Giacomo-templom - San Francesco della Scarpa-templom - Santa Elisabetta-templom - San’t Antonio della Piazza-templom - Sant’Anna-templom | - Paloták, középületek: - Palazzo Adorno - Palazzo del Seggio - Palazzo Carafa - Palazzo Marrese - Palazzo Palmieri - Teatro Paisiello - Ókori romok: - Római amfiteátrum - Római színház - Egykori védművek: - Castello Carlo V - Porta Napoli - Porta Rudiae - Az óvároson kívüli látnivalók: - Santi Niccolò e Cataldo-templom - Olivetánusok kolostora - Santa Maria di Cerrate-templom |

### San Cataldo
A közel 1000 lakosú San Cataldo egy kis üdülőtelepülés az Adriai-tenger partján. Közigazgatásilag Lecce és Vernole között van megosztva. Egy ókori római kikötő, a Porto Hadrianum helyén alakult, ennek romjai a világítótorony mellett láthatók. A Nyugatrómai Birodalom bukása után elhanyagolták, területe elmocsarasodott, és mint Lecce vonzáskörzetébe tartozó kis falu élt tovább Salapia néven. Fejlődésnek a 20. század első felében indult, különösen a fasiszta uralom alatt, amikor közkedvelt üdülőhely lett. Leccével villamosvonal kötötte össze, amit azóta elbontottak. A két tengerparti sétány (Lido Prete és Lido York) mentén üdülőházak és szállodák sorakoznak. A település elsősorban a helyi turizmust szolgálja ki.

## Híres lecceiek
Leccéhez kötődő híres személyek:
- Alessandra Amoroso, énekesnő
- Ubaldo Barbieri, matematikus
- Carmelo Bene, színész, rendező
- Giovanni Bernardini, író
- Regina Bianchi, színésznő
- Vittorio Bodini, költő
- Boldog Filippo Smaldone, pap
- Sergio Brio, labdarúgó
- Pasquale Bruno, labdarúgó
- Ennio Capasa, divattervező
- Antonio Caprarica, újságíró
- Tonino Caputo, festő
- Francesco Carlà, újságíró
- Vittorio Catani, sci-fi-író
- Franco Causio, labdarúgó
- Fabrizio Colamussi, költő
- Antonio Conte, labdarúgó
- Giovanni Andrea Coppola, festő
- Fernando De Filippi, festő

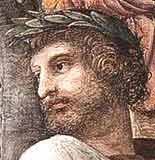
Quintus Ennius

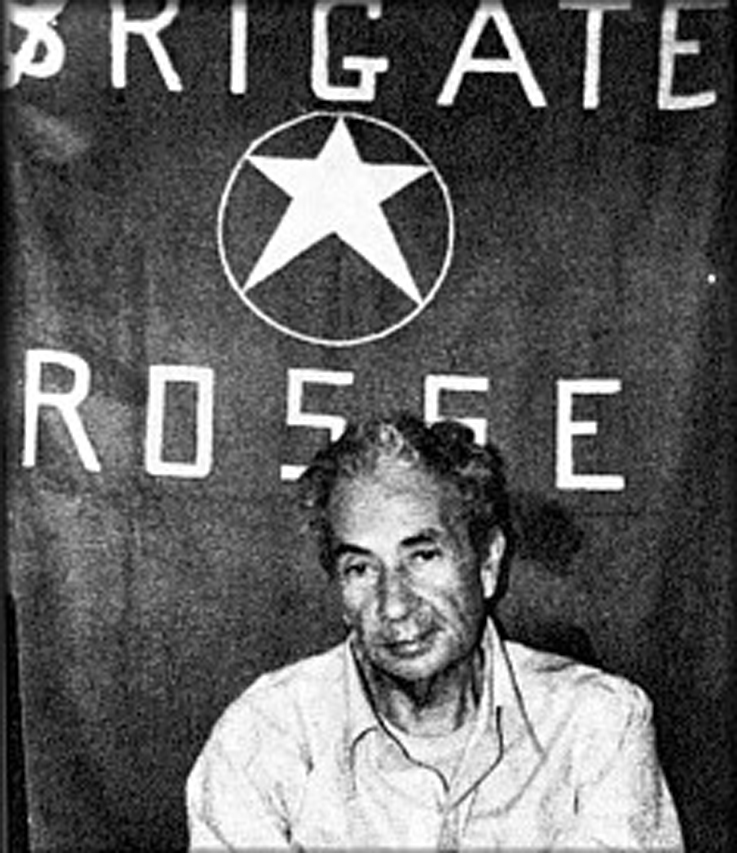
Aldo Moro

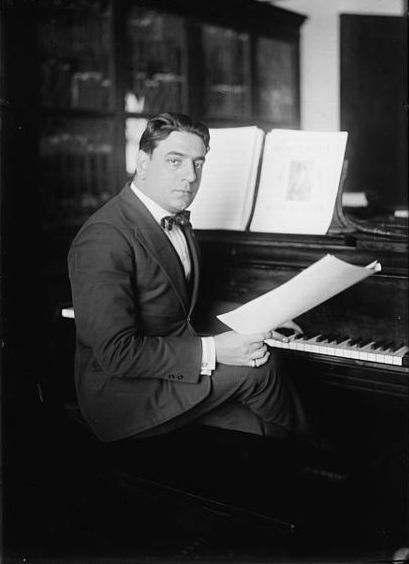
Tito Schipa

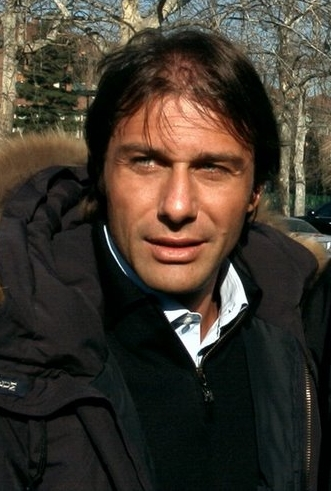
Antonio Conte

- Cosimo De Giorgi, paleontológus, geológus
- Ennio De Giorgi, matematikus
- Antonio De Viti De Marco, politikus
- Cloe Elmo, opera-énekesnő
- Quintus Ennius, római költő
- Ignazio Falconieri, pap, politikus
- Fredy Franzutti, koreográfus
- Armando Gentilucci, zeneszerző
- Ignazio Gerusalemme, zeneszerző
- Ascanio Grandi, költő
- Carla Guido, színésznő
- Ezechiele Leandro, szobrász
- Francesco Libetta, zeneszerző, zongorista
- Giuseppe Libertini, forradalmár
- Emma Marrone, énekesnő
- Fabrizio Miccoli, labdarúgó
- Francesco Moriero, labdarúgó
- Aldo Moro, politikus
- Giuseppe Nardelli, zeneszerző
- Adriano Pappalardo, színész, énekes
- Giovanni Pellegrino, politikus
- Giulio Cesare Penna, szobrász
- Mario Perrotta, színész, rendező
- Franco Perulli, tenorista
- Diego Personè, zeneszerző
- Ercole Pignatelli, festő
- Elsa Quarta, énekesnő
- Oronzo Reale, politikus
- Franco Simone, énekes, zeneszerző
- Raffaele Simone, nyelvész
- Michelangelo Schipa, történész
- Tito Schipa, tenorista
- Pippi Starace, festő
- Realino Szent Bernardin, pap
- Szicíliai Tankréd, normann herceg
- Giuseppe Zimbalo, szobrász, építész

## Testvérvárosok
Leccének az alábbi városokkal van partnervárosi viszonya:
- Budapest (VI. kerület), Magyarország
- Korfu, Görögország
- Mdina, Málta
- Murcia, Spanyolország

Leccének az alábbi városokkal van testvérvárosi viszonya:
| - Begoevgrad, Bulgária - Neápoli, Görögország - Ostrów Wielkopolski, Lengyelország | - Székesfehérvár, Magyarország - Zsolna, Szlovákia - Valladolid, Spanyolország |